# Vladimir Lenin
Vladímir Iljíč Uljánov - Lénin (rusko Владимир Ильич Ульянов - Ленин), ruski revolucionar, politik in politični teoretik, * 22. april (julijanski koledar: 10. april) 1870, Simbirsk, Ruski imperij, † 21. januar 1924, Gorki pri Moskvi, Sovjetska zveza.
Bil je prvi in ustanovni vodja vlade RSFSR od leta 1917 do svoje smrti leta 1924 in vodja Sovjetske zveze od leta 1922 do svoje smrti. Pod njegovim vodstvom je Rusija oziroma Sovjetska zveza postala enopartijska socialistična država, ki ji je vladala komunistična partija. Ideološko je bil marksist, za njegov razvoj ideologije pa se je uveljavil izraz leninizem.
Lenin je bil rojen v učiteljevi družini v Simbirsku in je sprejel revolucionarne socialistične nazore po bratovi usmrtitvi leta 1887. Zaradi sodelovanja v protestih proti carski vladi so ga izključili s Kazanske carske univerze in naslednja leta je posvetil diplomi iz prava. Leta 1893 se je preselil v Sankt Peterburg in postal pomemben marksistični aktivist. Leta 1897 je bil aretiran zaradi hujskanja in za tri leta izgnan v Šušensko, kjer se je poročil z Nadeždo Krupsko. Po izgnanstvu se je preselil v Zahodno Evropo, kjer je postal viden teoretik v marksistični Ruski socialdemokratski laburistični stranki (RSDDS). Leta 1903 je odigral ključno vlogo v ideološkem razkolu znotraj RSDDS in vodil boljševiško frakcijo proti menjševikom Julija Martova. Po neuspešni ruski revoluciji leta 1905 se je zavzel za to, da bi se prva svetovna vojna razvila v vseevropsko proletarsko revolucijo, za katero je kot marksist verjel, da bo povzročila strmoglavljenje kapitalizma in njegovo zamenjavo s socializmom. Potem ko je februarska revolucija leta 1917 zrušila carja in so ustanovili začasno vlado, se je vrnil v Rusijo, kjer je odigral vodilno vlogo v oktobrski revoluciji, v kateri so boljševiki zrušili novo vlado.
Leninova boljševiška vlada si je sprva delila oblast z Levimi socialističnimi revolucionarji, izvoljenimi sovjeti in večstrankarsko ustavodajno skupščino, do leta 1918 pa se je oblast centralizirala v novi Komunistični partiji. Leninova administracija je prerazporedila zemljo med kmečko prebivalstvo in nacionalizirala banke ter večji del industrije. Izstopila je iz prve svetovne vojne s podpisom pogodbe, ki je ozemlje prepustila centralnim silam, in prek Komunistične internacionale spodbujala svetovno revolucijo. Nasprotnike so zatirali z rdečim terorjem, nasilnim bojem, ki so ga vodile državne varnostne službe; več deset tisoč ljudi je bilo ubitih ali zaprtih v koncentracijska taborišča. Njegova administracija je v ruski državljanski vojni od leta 1917 do 1922 premagala desničarske in levičarske protiboljševiške vojske ter vodila poljsko-sovjetsko vojno 1919–1921. V odgovor na vojno uničenje, lakoto in ljudske vstaje je Lenin leta 1921 spodbudil gospodarsko rast z novo ekonomsko politiko. Več neruskih narodov je po letu 1917 pridobilo neodvisnost od Rusije, vendar se je pet novonastalih republik ponovno pridružilo novi Sovjetski zvezi leta 1922, druge pa so odbile sovjetske invazije. Potem ko se je njegovo zdravstveno stanje poslabšalo, je Lenin umrl v Gorkih blizu Moskve januarja 1924, kot vodilno osebnost sovjetskega vodstva pa ga je postopoma nasledil Josif Stalin.
Lenin, ki velja za eno najpomembnejših in najvplivnejših osebnosti 20. stoletja, je po smrti postal predmet vseprisotnega kulta osebnosti v Sovjetski zvezi do njenega razpada leta 1991. Postal je ideološki tvorec marksizma-leninizma in imel velik vpliv na mednarodno komunistično gibanje. Je kontroverzna oseba, ki ga njegovi podporniki slavijo kot borca za socializem, komunizem, protiimperializem in delavski razred, medtem ko ga kritiki obtožujejo vzpostavitve totalitarne diktature, ki je izvajala množične poboje prebivalstva in politično represijo nad disidenti.

## Zgodnje življenje

### Otroštvo: 1870–1887
Vladimir Iljič Uljanov, ki se je od leta 1901 imenoval Lenin, se je rodil 22. aprila 1870 na Strelecki ulici v Simbirsku ob Volgi in je bil krščen šest dni pozneje. Kot otrok je bil znan kot Volodja, pogost vzdevek za Vladimirje. Bil je tretji od osmih otrok in je imel dva starejša sorojenca, Ano (rojena 1864) in Aleksandra (rojen 1866). Sledili so jim še trije otroci: Olga (rojena 1871), Dmitrij (rojen 1874) in Marija (rojena 1878). Še dva sorojenca sta umrla kot dojenčka. Njegov oče, Ilja Nikolajevič Uljanov je bil goreč član ruske pravoslavne cerkve in je svoje otroke krstil. Njegova mati, Marija Aleksandrovna Uljanova (rojena Blank), je bila luteranka in ravnodušna do krščanstva, nazor, ki je zaznamoval njene otroke.
Ilja Uljanov je prihajal iz družine nekdanjih tlačanov. Etnično ozadje očeta Ilje Uljanova je nejasno. Njegovi predniki naj bi bili bodisi Rusi, Čuvaši, Mordvini, bodisi Kalmiki. Kljub temu, da je bil po rodu nižjega stanu, je zrasel v srednji stan, saj je študiral fiziko in matematiko na Kazanski univerzi, pozneje pa učil na Penzenskem inštitutu za plemstvo. Sredi leta 1863 se je poročil z Marijo, dobro izobraženo hčerjo bogate luteranske matere švedskega rodu in ruskega judovskega očeta, ki se je spreobrnil v krščanstvo in je bil zaposlen kot zdravnik. Zgodovinar Yohanan Petrovsky-Shtern trdi, da se Lenin verjetno ni zavedal, da je bila njegova mati po poreklu pol Judinja, kar je Ana odkrila šele po njegovi smrti.
Ilja je kmalu po poroki našel službo v Nižnem Novgorodu, kjer je šest let pozneje postal direktor osnovnih šol v Simbirskem okraju. Pet let za tem je bil povišan v direktorja javnih šol v pokrajini, kjer je nadziral ustanovitev več kot 450 šol v okviru vladnega programa za modernizacijo. Januarja 1882 je zaradi svoje predanosti izobrazbi prejel red svetega Vladimirja, s katerim je pridobil status plemiča.
Oba Leninova starša sta bila monarhista in liberalna konzervativca ter sta bila zavezana k emancipatorni reformi 1861, ki jo je vpeljal reformistični car Aleksander II.; izogibala sta se političnim radikalom in ni nobenih znakov, da ju je opazovala policija zaradi prevratniškega delovanja. Vsako poletje so preživeli v podeželskem dvorcu v Kokuškinem. Med svojimi sorojenci je bil Lenin najbližje svoji sestri Olgi, ki ji je pogosto ukazoval; imel je zelo tekmovalno osebnost in je bil lahko destruktiven, vendar je svoje slabo vedenje običajno priznal. Bil je navdušen športnik in je veliko svojega prostega časa porabil zunaj ali igraje šah in je bil odličen v šoli, disciplinarni ter konzervativni Simbirski klasični gimnaziji.
Januarja 1886, ko je bil Lenin star 15 let, je njegov oče umrl zaradi znotrajmožganske krvavitve. Njegovo vedenje je nato postalo nepredvidljivo in izzivalno in odrekel se je veri v Boga. Takrat je njegov starejši brat Aleksander, ki ga je ljubkovalno imenoval Saša, študiral na Sanktpeterburški univerzi. Vpleten je bil v politično agitacijo proti absolutistični monarhiji reakcionarnega carja Aleksandra III. in je študiral pisanje prepovedanih levičarjev ter je organiziral protivladne proteste. Pridružil se je revolucionarni celici, ki je bila odločena narediti atentat na carja in on je bil izbran za izdelavo bombe. Zarotniki so bili aretirani še pred napadom in postavljeni pred sodišče, nakar so Aleksandra maja usmrtili z obešanjem. Kljub čustveni travmi zaradi očetove in bratove smrti je Lenin nadaljeval študij in diplomiral kot najboljši v razredu ter prejel zlato medaljo za izjemne dosežke. Odločil se je študirati pravo na Kazanski univerzi.

### Univerza in politična radikalizacija: 1887–1893
Po začetku študija na Kazanski univerzi avgusta 1887 se je Lenin preselil v bližnje stanovanje. Tam se je pridružil zemljačestvu, obliki univerzitetne družbe, ki je predstavljala može z določene regije. Ta skupina ga je izvolila za svojega predstavnika v univerzitetnem zemljačestvenem svetu in udeležil se je decembrskih protestov proti vladnim omejitvam, ki so ukinile študentska društva. Policija je Lenina aretirala in ga obtožila, da je vodja demonstracij. Izključen je bil z univerze in ministrstvo za notranje zadeve ga je izgnalo na posestvo njegove družine Kokuškino. Tam je požrešno bral in se zaljubil v prorevolucionaren roman Nikolaja Černiševskega Kaj je storiti?
Leninovo mater je sinova radikalizacija skrbela in je bila ključna pri prepričevanju ministrstva za notranje zadeve, da mu je dovolilo vrnitev v mesto Kazan, ne pa tudi na univerzo. Ob svoji vrnitvi se je pridružil revolucionarnemu krogu Nikolaja Fedosejeva, v katerem je odkril knjigo Karla Marxa Kapital. To je v njem vzbudilo zanimanje za marksizem, sociopolitično teorijo, ki je trdila, da se družba razvija v stopnjah, da ta napredek izhaja iz razrednega boja in da bo kapitalizmu sledila socialistična ter nato komunistična družba. Njegova mati je bila zaradi njegovih političnih pogledov zaskrbljena in je kupila podeželsko posest v vasi Alakajevka v Samarski oblasti, v upanju, da bi njen sin svojo pozornost preusmeril v kmetijstvo. Upravljanje kmetije ga ni zanimalo, zato je njegova mati posestvo kmalu prodala, obdržala pa je hišo kot poletno rezidenco.
Septembra 1889 se je družina Uljanovih preselila v Samaro, kjer se je Lenin vključil v socialistični pogovorni krog Alekseja Skljarenka. Tam je popolnoma sprejel marksizem in napisal ruski prevod Marxovega in Engelsovega političnega pamfleta Komunistični manifest. Začel je brati dela ruskega marksista Georgija Plehanova in se strinjal z njegovim argumentom, da se Rusija premika od fevdalizma v kapitalizem in da bo dosegla socializem s pomočjo proletariata ali delavskega razreda in ne s strani kmetov. Ta marksistični pogled je bil nasproten pogledu agrarno-socialističnega gibanja Narodnik, ki je zagovarjalo tezo, da bodo socializem vzpostavili kmetje z oblikovanjem kmečkih komun in tako zaobšli kapitalizem. Ti Narodnikovi pogledi so se razvili v 60. letih 19. stoletja z Ljudsko svobodnjaško stranko in so bili prevladujoči v ruskem revolucionarnem gibanju. Lenin je zavrnil predpostavko agrarno-socialističnega argumenta, vendar so nanj vplivali agrarni socialisti, kot sta bila Pjotr Tkačev in Sergej Nečajev ter se je spoprijateljil z več Narodniki.
Maja 1890 je Marija, ki je ohranila družbeni vpliv kot vdova plemiča, prepričala oblasti, da so Leninu dovolile opravljati zunanji izpit na Univerzi v Sankt Peterburgu, kjer je prejel ekvivalent zlate diplome. Praznovanje diplomiranja je bilo skaljeno, ker je njegova sestra Olga umrla zaradi tifusa. Lenin je ostal v Samari več let in je bil zaposlen sprva kot pravni asistent na regionalnemu sodišču, nato pa kot lokalni pravnik. Veliko časa je posvetil radikalni politiki in je ostal aktiven v skupini Skljarenka ter je oblikoval ideje, kako marksizem aplicirati na Rusijo. Navdihnila so ga dela Plehanova in zbiral je podatke o ruski družbi, ki jih je uporabljal za zagovarjanje marksistične interpretacije družbenega razvoja in za nasprotovanje trditvam Narodnikov. Napisal je članek o kmečki ekonomiji; zavrnila ga je liberalna revija Ruska misel.

## Revolucionarna dejavnost

### Zgodnji aktivizem in zapor: 1893–1900
Konec leta 1893 se je Lenin preselil v Sankt Peterburg. Tam je delal kot asistent odvetnika in napredoval do višjega položaja v marksistični revolucionarni celici, ki se je imenovala social-demokrati po marksistični Socialdemokratski stranki Nemčije. V okviru socialističnega gibanja je zagovarjal marksizem in spodbujal ustanavljanje revolucionarnih celic v ruskih industrijskih središčih. Konec leta 1894 je vodil marksistični delavski krog in vestno prikrival svoje sledi, da bi se izognil policijskim vohunom. Začel je ljubezenski odnos z marksistično šolsko učiteljico Nadeždo Nadjo Krupsko. Napisal je tudi politično razpravo Kaj so »prijatelji ljudi« in kako se borijo s socialnimi demokrati, v kateri je kritiziral Narodnikove agrarne socialiste; okrog 200 izvodov je bilo ilegalno natisnjenih leta 1894.
Lenin je v upanju na utrditev povezav med njegovimi socialdemokrati in Emancipacijo dela, skupino ruskih marksistov v Švici, obiskal to državo in se srečal z njenimi člani Plehanovim in Akselrodom. Pot je nadaljeval v Pariz, kjer se je srečal z Marxovim zetom Paulom Lafargueom in je raziskoval Pariško komuno, ki jo je imel za zgodnji prototip proletarske vlade. Medtem ko je živel v švicarskih toplicah, ga je preživljala njegova mati, nato pa je odpotoval v Berlin, kjer je v Berlinski državni knjižnici študiral šest tednov in se je srečal z marksistom Wilhelmom Liebknechtom. V Rusijo se je vrnil s skrito zalogo ilegalnih revolucionarnih publikacij, potoval v različna mesta in delil literaturo stavkajočim delavcem. Ko se je vpletel v izdajanje časnika Rabočeje delo (Delavska stvar), je bil med 40 aretiranimi aktivisti v Sankt Peterburgu in obtožen uporništva.
Leninu je bilo zavrnjeno pravno zastopanje ali varščina in vse obtožbe na svoj račun je zavrnil, vendar je ostal zaprt še eno leto pred sojenjem. Čas je porabil za teoretiziranje in pisanje. Med tem delom je opazil, da je dvig industrijskega kapitalizma v Rusiji povzročil selitev velikega števila kmetov v mesta, kjer so tvorili proletariat. S svojega marksističnega pogleda je trdil, da bo ta ruski proletariat razvil razredno zavest, ki bo vodila v to, da bo nasilno strmoglavila carizem, aristokracijo in buržoazijo ter vzpostavila proletarsko državo, ki se bo premaknila proti socializmu.
Februarja 1897 je bil Lenin brez sojenja obsojen na tri leta v izgnanstvu v vzhodni Sibiriji. Odobrili so mu nekaj dni v Sankt Peterburgu, da je uredil svoje stvari in uporabil ta čas za srečanje s socialdemokrati, ki so se preimenovali v Ligo za boj in emancipacijo delavskega razreda. Njegovo potovanje v vzhodno Sibirijo je trajalo enajst tednov in večino tega časa so mu družbo delale mati in sestre. Veljal je za le manjšo grožnjo vladi in je bil izgnan v Šušenskoje v Minusinskem rajonu, kjer je bil pod policijskim nadzorom. Kljub temu je komuniciral z drugimi revolucionarji, ki so ga obiskovali, dovoljeni pa so mu bili tudi izleti, med katerimi je plaval v reki Jenisej in lovil race ter sloke.
Maja 1898 se mu je v izgnanstvu pridružila Nadja, ki je bila artirana avgusta 1896 zaradi organizacije stavke. Sprva je bila izgnana v Ufo, vendar je prepričala oblasti, da so jo prestavile v Šušenskoje, kjer se je z Leninom 10. julija 1989 poročila. Uredila sta si družinsko življenje z Nadjino mamo Jelizaveto Vasiljevno v Šušenskem, kjer je par prevajal angleško socialistično literaturo v ruščino. Tam je Lenin napisal Protest ruskih socialdemokratov, v katerem je kritiziral nemške marksistične revizioniste, kot je Eduard Bernestein, ki so zagovarjali mirno pot v socializem z volitvami. Dokončal je tudi Razvoj kapitalizma v Rusiji (1899), svojo najdaljšo knjigo do tedaj, v kateri je kritiziral agrarne socialiste in je zagovarjal marksistično analizo ruskega gospodarskega razvoja. Izdal jo je pod psevdonimom Vladimir Ilin. Po izdaji je prejela večinoma slabe kritike.

### München, London in Ženeva: 1900–1905
Po odsluženi kazni se je na začetku leta 1900 Lenin preselil v Pskov. Tam je začel zbirati sredstva za časnik Iskra (Iskra), novo glasilo ruske marksistične stranke, ki se je zdaj imenovala Ruska socialdemokratska delavska stranka (DSDDS). Julija 1900 se je Lenin odpravil v Zahodno Evropo; v Švici se je srečal z drugimi marksisti, septembra pa se je preselil v München, skladno z odločitvijo v Corsierju, da bodo časnik izdajali od tam. Iskro, ki je vsebovala členke uglednih evropskih marksistov, so tihotapili v Rusijo, kjer je postala najuspešnejša podtalna publikacija naslednjega pol stoletja. Decembra 1901 je prvič uporabil vzdevek Lenin, domnevno po sibirski reki Leni; pogosto je uporabljal polni psevdonim N. Lenin in, čeprav N ni pomenil ničesar, se je pozneje pojavila priljubljena razlaga, da pomeni Nikolaj. Pod tem psevdonimom je leta 1902 izdal svojo najvplivnejšo izdajo do tedaj, pamflet Kaj storiti?, ki je orisal njegove misli o tem, da je potrebna vodilna stranka, ki bo proletariat vodila v revoluciji.
Nadja se je Leninu pridružila v Münchnu in je postala njegova tajnica. Nadaljevala sta svojo politično agitacijo, saj je Lenin pisal za Iskro in je napisal osnutek programa RSDDS, v katerem je napadel ideološke dezerterje in zunanje kritike, zlasti Socialistično revolucionarno stranko (SR), narodniško agrarno-socialistično skupino, ustanovljeno leta 1901. Čeprav je ostal marksist, je sprejel narodniški pogled na revolucionarno moč ruskih kmetov in je leta 1903 napisal pamflet Proti revni vasi. Aprila 1902 se je Lenin z Iskro preselil v London, da bi se izognil bavarski policiji. Tam se je spoprijateljil s kolego, rusko-ukrajinskim marksistom Levom Trockim. Ker je zbolel za eriziplom, ni mogel prevzeti vodilne vloge v uredniškem odboru Iskre; v njegovi odsotnosti je odbor kraj svojega delovanja preselil v Ženevo.
V Londonu se je julija 1903 odvijal 2. kongres RSDDS. Na konferenci se je pojavil razkol med Leninovimi privrženci in privrženci Julija Martova. Martov je trdil, da bi se morali člani stranke odločati sami neodvisno od vodstva stranke. Lenin se s tem ni strinjal in je poudarjal potrebo po močnem vodstvu s celovitim nadzorom nad stranko. Leninovi privrženci so bili v večini in on je oblikoval izraz »večinci« (boljševiki v ruščini). Martov pa je v odgovor oblikoval izraz »manjšinci« (rusko menjševiki). Spor med boljševiki in menjševiki se je nadaljeval po konferenci; boljševiki so svoje rivale obtožili, da so oportunisti in reformisti brez discipline, medtem ko so menješviki obtoževali Lenina, da je despot in avtokrat. Lenin je v jezi nad menjševiki odstopil iz uredniškega odbora časnika Iskra in je maja 1904 izdal protimenjševiško razpravo En korak naprej, dva koraka nazaj. Zaradi stresa je zbolel in da bi okreval, je odšel na počitnice v Švico. Boljševiška skupina se je okrepila in do spomladi 1905 je bil celoten centralni komite RDSDS boljševiški. Decembra so ustanovili časopis Vperjod (Naprej).

### Revolucija leta 1905 in njene posledice: 1905–1914
Januarja 1905 se je zgodil pomor protestnikov v Sankt Peterburgu, znan kot krvava nedelja. Ta je vodila v državljanski upor v Ruskem imperiju, znan kot revolucija leta 1905. Lenin je zahteval, da boljševiki igrajo večjo vlogo v dogodkih in je spodbujal nasilne vstaje. Pri tem je sprejel slogane SR glede »oboroženega upora«, »množičnega terorja« in »razlastitve plemiške zemlje«, kar je vodilo v obtožbe menjševikov, da je odstopil od ortodoksnega marksizma. Lenin je po drugi strani vztrajal, da se boljševiki popolnoma ločijo od menjševikov, kar so mnogi boljševiki zavrnili. Obe skupini sta se udeležili tretjega kongresa RSDDS v Londonu aprila 1905. Lenin je predstavil veliko svojih idej v pamfletu Dve taktiki socialne demokracije v demokratični revoluciji, izdanem avgusta 1905. V njem je napovedal, da bo ruska liberalna buržoazija potešena s tranzicijo v ustavno monarhijo in bo tako izdala revolucijo; namesto tega je predlagal, da bi proletariat zgradil zavezništvo s kmeti in strmoglavil caristični režim ter vzpostavil »začasno revolucionarno demokratično diktaturo proletariata in kmetov«.
V odgovor na revolucijo 1905, ki ji je spodletelo strmoglaviti vlado, je car Nikolaj II. v svojem Oktobrskem manifestu sprejel serijo liberalnih reform. V tem vzdušju se je Leninu zdela vrnitev v Sankt Peterburg varna. Tam se je pridružil uredniškemu odboru radikalnega pravniškega časnika Novaja Žizn (Novo življenje), ki ga je vodila Marija Fjodorovna Andrejevna in je debatiral o težavah, s katerimi se je soočala RSDDS. Stranko je spodbujal, da je iskala širše članstvo in je zagovarjal nadaljevanje eskalacije nasilnega soočanja; za oboje je verjel, da je nujno za uspešno revolucijo. Spoznal je, da so članarina in donacije nekaj premožnih simpatizerjev nezadostne za financiranje boljševiške dejavnosti in sprejel zamisel o ropanju poštnih uradov, železniških postaj, vlakov in bank. Pod vodstvom Leonida Krasina je skupina boljševikov začela izvajati tovrsten kriminal, med katerimi je najbolj znan poskus ropa junija 1907, ko je skupina boljševikov pod vodstvom Josifa Stalina izvedla oborožen rop državne banke v Tiflisu v Gruziji.
Čeprav je Lenin krajši čas podpiral zamisel sprave med boljševiki in menjševiki, so slednji na četrtem kongresu RSDDS v Stockholmu aprila 1906 obsodili Leninove predloge za nasilje in ropanje. Po begu iz Rusije na Finsko je bil Lenin vpleten v vzpostavljanje boljševiškega centra v Kuokkali na Finskem (danes Repino pri Sankt Peterburgu), ki je bila takrat avtonomna država pod nadzorom Ruskega imperija, nato pa so boljševiki ponovno pridobili večino v RSDDS na njenem petem kongresu maja 1907 v Londonu. Caristična vlada je zatirala opozicijo z razpustitvijo zakonodajne skupščine, druge dume, in z ukazovanjem svoji tajni policiji, Ohrani, naj aretira revolucionarje in Lenin je pobegnil s Finske v Švico. Tam je poskušal zamenjati bankovce, ukradene v Tiflisu, ki so imeli na sebi prepoznavne serijske številke.
Aleksander Bogdanov in drugi ugledni boljševiki so se odločili preseliti boljševiški center v Pariz. Čeprav se Lenin s tem ni strinjal, se je preselil v mesto decembra 1908. Leninu Pariz ni bil všeč in ga je označil za umazano luknjo, tožil je tudi motorista, ki ga je vrgel s svojega motorja. Lenin je postal zelo kritičen do pogleda Bogdanova, da mora ruski proletariat razviti socialistično kulturo, da bi postal uspešno revolucionarno sredstvo. Trdil je, da bi delavski razred v revoluciji morala voditi avantgarda socialistične inteligence. Bogdanov, ki je bil pod vplivom Ernsta Macha, je verjel, da so vsi koncepti na svetu relativni, Lenin pa je ostajal pri ortodoksnem marksističnem pogledu, da obstaja objektivna realnost, neodvisna od človeškega opazovanja. Bogdanov in Lenin sta skupaj dopustovala v vili Maksima Gorkega v Capriju aprila 1908; po vrnitvi v Pariz je Lenin spodbujal razcepitev boljševiške frakcije med njegovimi in Bogdanovimi sledilci. Slednje je obtožil, da odstopajo od marksizma.
Maja 1908 je Lenin krajši čas živel v Londonu, kjer je v čitalnici Britanskega muzeja napisal Materializem in empirio-kritiko, napad na to, kar je opisal kot »buržoazno-reakcionarna neresnica« Bogdanovovega relativizma. Leninova razcepljenost je odtujila vse več boljševikov, vključno z njegovima nekdanjima sodelavcema, Aleksejem Rikovim in Levom Kamenjevim. Ohrana je izkoristila njegov razdvajajoč odnos in je poslala vohuna, Romana Malinovskega, ki je deloval kot glasen Leninov podpornik v stranki. Različni boljševiki so izrazili Leninu svoje sume glede Malinovskega, čeprav ni jasno, ali se je Lenin zavedal dvojne vloge vohuna; mogoče je, da je Malinovskega uporabil za posredovanje lažnih informacij Ohrani.
Avgusta 1910 se je Lenin udeležil osmega kongresa Druge internacionale, mednarodnega srečanja socialistov v Københavnu kot predstavnik RSDDS po dopustu v Stockholmu s svojo mamo. Nato se je z mamo in sestrami preselil v Francijo in se sprva naselil v Bombonu, pozneje pa v Parizu. Tam je postal bližnji prijatelj francoske boljševistke Inesse Armand; nekateri biografi trdijo, da je imel z njo med letoma 1910 in 1912 izvenzakonsko razmerje. Medtem je na pariškem srečanju junija 1911 centralni komite RSDDS sklenil premakniti svoj fokus delovanja nazaj v Rusijo in je ukazal zaprtje boljševiškega centra ter njegovega časnika Proletari. Lenin je želel ponovno zgraditi svoj vpliv v stranki in je uredil, da je bila konferenca stranke v Pragi januarja 1912 in, čeprav je bilo 16 od 18 udeležencev boljševikov, so ga močno kritizirali zaradi njegovih cepitvenih tendenc in mu ni uspelo okrepiti svojega statusa v stranki.
Lenin se je preselil v Krakov v kulturno poljski del Avstro-Ogrske, kjer je uporabljal knjižnico Jagielonske univerze za raziskovanje. Bil je v tesnih stikih z RSDDP, ki je delovala v Ruskem imperiju in je prepričal boljševiške člane Dume, da so prekinili parlamentarno zavezništvo z menjševiki. Januarja 1913 ga je Stalin, ki ga je Lenin imenoval »čudoviti Gruzijec«, obiskal in govorila sta o prihodnosti neruskih etničnih skupin v imperiju. Zaradi šibkega zdravja Lenina in njegove žene sta se preselila v podeželsko mestece na jugu Poljske, Biały Dunajec, preden sta odšla v Bern, kjer je imela Nadja operacijo golše.

### Prva svetovna vojna: 1914–1917
Ko je izbruhnila prva svetovna vojna, je bil Lenin v Galiciji. V vojni sta se pomerila Rusko in Avstroogrsko cesarstvo in zaradi svojega ruskega državljanstva je bil Lenin aretiran in krajši čas zaprt, dokler niso bile pojasnjene njegove proticaristične kvalifikacije. Lenin in njegova žena sta se vrnila v Bern in nato februarja 1916 v Zürich. Lenin je bil jezen, ker je Nemška socialdemokratska stranka podpirala nemško udeležbo v vojni, kar je bilo neposredno nasprotovanje Stuttgartski resoluciji Druge internacionale, po kateri so morale socialistične stranke nasprotovati vojni ter je menil, da je Druga internacionala nedelujoča. Septembra 1915 se je udeležil Zimmerwaldske konference, aprila 1916 pa Kienthalske konference, na kateri je zagovarjal stališče, da morajo socialisti širom celine spremeniti »imperialistično vojno« v »državljansko vojno«, v kateri se bo spopadel proletariat z buržoazijo in aristokracijo. Julija 1916 je umrla Leninova mama, vendar se ni mogel udeležiti njenega pogreba. Njena smrt je globoko vplivala nanj in postal je depresiven ter se je bal, da bo tudi sam umrl še pred proletarsko revolucijo.
Septembra 1917 je Lenin izdal knjigo Imperializem, najvišja stopnja kapitalizma, v katerem je trdil, da je imperializem produkt monopolnega kapitalizma, saj kapitalisti poskušajo povečati svoj dobiček z razširjanjem na nove teritorije, kjer so plače nizke in surovine cenejše. Verjel je, da se bosta konkurenca in konflikt povečala in se bo vojna med imperialističnimi silami nadaljevala, dokler jih ne bo strmoglavila proletarska revolucija in bo vzpostavljen socializem. Veliko svojega časa je namenjal branju Heglovih, Feuerbachovih in Aristotelovih knjig, avtorjev, ki so imeli velik vpliv na Marxa. To je spremenilo Leninovo interpretacijo marksizma; nekdaj je v verjel, da bi bile lahko razvite politike na podlagi vnaprej določenih znanstvenih načel, zdaj pa je verjel, da je edini preizkus tega, če je politika pravilna ali ne, praksa. Še vedno se je imel za ortodoksnega marksista, vendar se je začel odmikati od nekaterih Marxovih napovedi o socialnem razvoju; medtem ko je Marx verjel, da se bo zgodila buržoazno-demokratična revolucija srednjega razreda pred socialistično revolucijo proletariata, je Lenin verjel, da mora v Rusiji proletariat strmoglaviti caristični režim brez vmesne revolucije.

### Februarska revolucija in julijski dnevi: 1917
Februarja 1917 je v Sankt Peterburgu, ki je bil na začetku prve svetovne vojne preimenovanem v Petrograd, izbruhnila februarska revolucija, saj so industrijski delavci začeli stavko zaradi pomanjkanja hrane in vse slabših tovarniških razmer. Upor se je razširil v druge dele Rusije in v strahu pred nasilnim strmoglavljenjem je car Nikolaj II. odstopil. Nadzor nad državo je prevzela državna duma, ki je vzpostavila začasno vlado in cesarstvo pretvorila v novo Rusko republiko. Ko je Lenin v Švici izvedel za to, je praznoval skupaj z drugimi disidenti. Odločil se je vrniti v Rusijo in prevzeti vodstvo boljševikov, vendar je ugotovil, da je večina poti v državo blokirana zaradi še trajajočega konflikta. Z drugimi disidenti je organiziral načrt, po katerem se je pogajal za prehod skozi Nemčijo, s katero je bila takrat Rusija v vojni. Nemška vlada je ugotovila, da bi disidenti lahko povzročili težave njihovim ruskim sovražnikom, zato je dovolila prehod 32 ruskih državljanov, med katerimi sta bila tudi Lenin in njegova žena, z vlakom skozi svoje ozemlje. Iz političnih razlogov so se Lenin in Nemci strinjali glede zgodbe, da je Lenin skozi Nemčijo potoval v zapečatenem vlaku, toda v resnici vlak ni bil zapečaten in potnikom je bilo dovoljeno zapustiti vlak, da so na primer prenočili v Frankfurtu. Skupina je potovala iz Züricha v Sassnitz, nato nadaljevala s trajektom do Trelleborga na Švedskem in od tam do mejnega prehoda Haparanda-Tornio ter nato do Helsinkov in na koncu z vlakom do Petrograda.
Aprila je Lenin prispel na petrograjsko Finsko postajo in imel govor boljševiškim podpornikom, v katerem je obtožil začasno vlado in ponovno pozval k evropski proletarski revoluciji na celotni celini. V naslednjih dneh je govoril na boljševiških srečanjih, na katerih je kritiziral tiste, ki so hoteli pomiritev z menjševiki in razkril svoje »Aprilske teze«, povzetek svojih načrtov za boljševike, ki jih je napisal na svojem potovanju iz Švice. Javno je obtožil tako menjševike, kot tudi socialne revolucionarje, ki so prevladovali v vplivnem Petrograjskem sovjetu, ker so podpirali začasno vlado in jih je obtožil izdaje socializma. Vlado je imel za ravno toliko imperialistično kot caristični režim in zagovarjal je takojšnji mir z Nemčijo in Avstro-Ogrsko, vladavino sovjetov, nacionalizacijo industrije in bank ter državno razlastitev zemlje, vse z namenom vzpostavitve proletarske vlade in premika k socialistični družbi. Menjševiki so po drugi strani verjeli, da Rusija ni dovolj razvita za tranzicijo v socializem in Lenina so obtožili poskusa pahniti novo republiko v državljansko vojno. V prihajajočih mesecih se je Lenin zavzemal za svoje politike, se udeleževal srečanj boljševiškega centralnega komiteja, plodno pisal za boljševiški časnik Pravda in imel javne govore v Petrogradu, namenjene spreobračanju delavcev, vojakov, mornarjev in kmetov za njegovo stvar.
Lenin je zaznal rastoče frustracije med boljševiškimi podporniki, zato je predlagal oborožene politične demonstracije v Petrogradu, da bi preizkusili vladni odgovor. Zaradi slabšajočega se zdravja je mesto zapustil in začel okrevanje v finski vasi Neivola. Oborožena demonstracija boljševikov, Julijski dnevi, je potekala v njegovi odsotnosti. Toda ko je izvedel, da so se protestniki nasilno spopadli z vladnimi silami, se je vrnil v Petrograd in pozval k umiritvi. Vlada je v odgovor na nasilje ukazala aretirati Lenina in druge vidne boljševike, izvedla racijo v njihovih pisarnah in ga javno obtožila, da je nemški provokatorski agent. Da bi se izognil aretaciji, se je Lenin skrival v številnih petrograjskih varnih hišah. V strahu, da bi ga ubili, je Lenin s starejšim kolego boljševikom Grigorijem Zinovjevim pod krinko zbežal iz Petrograda in se preselil v Razliv. Tam je začel z delom na knjigi, ki je postala Država in revolucija, razlaga o tem, kako bi se morala socialistična država razvijati po proletarski revoluciji in, kako bi morala država postopno izginiti, s čimer bi omogočila čisto komunistično družbo. Začel je zagovarjati oborožen boljševiški odpor, da bi strmoglavil vlado, toda na tajnem srečanju partijskega centralnega komiteja je bila ta ideja zavrnjena. Lenin se je nato z vlakom in peš odpravil na Finsko in 10. avgusta prispel v Helsinke, kjer se je skrival v varnih hišah, ki so pripadale boljševiškim simpatizerjem.

### Oktobrska revolucija
Avgusta 1917, medtem ko je bil Lenin na Finskem, je Lavr Kornilov, vrhovni poveljnik Ruske vojske, začel vojaški državni udar proti začasni vladi in poslal enote v Petrograd. Premier Aleksander Fjodorovič Kerenski se je po pomoč obrnil na petrograjski sovjet, vključno z njegovimi boljševiškimi člani, in dovolil revolucionarjem, da so organizirali delavce kot Rdeče straže za obrambo mesta. Državni udar je ponehal še preden je dosegel Petrograd, toda dogodki so boljševikom omogočili, da so se vrnili v odprto politično areno. V strahu pred protirevolucijo desnih sil, ki so bile sovražne socializmu, so menjševiki in socialisti-revolucionarji, ki so prevladovali v Petrograjskem sovjetu, pritiskali na vlado, da je normalizirala odnose z boljševiki. Tako menjševiki kot tudi socialisti-revolucionarji so izgubili množično podporo zaradi njihovih povezav z začasno vlado in njenim nepriljubljenim nadaljevanjem z vojno. Boljševiki so to izkoristili in proboljševiški marksist Trocki je bil izvoljen za vodjo Petrograjskega sovjeta. Septembra so boljševiki spet prevladovali v delavskih sekcijah Moskovskega in Petrograjskega sovjeta.
Lenin je prepoznal, da je položaj zanj varnejši, in se vrnil v Petrograd. Tam se je 10. oktobra udeležil srečanja boljševiškega centralnega komiteja, kjer je spet zagovarjal, naj stranka začne oboroženi upor in strmoglavi začasno vlado. Tokrat je v debati zmagal z desetimi glasovi proti dvema. Kritika načrta, Zinovjev in Kamenjev, sta trdila, da ruski delavci ne bodo podprli nasilnega odpora proti režimu in da ni jasne podlage za Leninovo trditev, da je vsa Evropa na robu proletarske revolucije. Stranka je začela pripravljati načrte za organizacijo ofenzive in 24. oktobra so imeli zadnje srečanje v Smolnem institutu. To je bila osnova Vojaškega revolucionarnega komiteja (VRK), oborožene milice, večinoma lojalne boljševikom, ki jo je vzpostavil Petrograjski sovjet med Kornilovim domnevnim državnim udarom.
Oktobra je VRK ukazal prevzeti nadzor na petrograjskimi glavnimi transportnimi, komunikacijskimi, tiskovnimi in storitvenimi vozlišči, kar je opravil brez prelivanja krvi. Boljševiki so oblegali vlado v Zimskem dvorcu, jo premagali in aretirali njene ministre, potem ko je križarka Avrora pod nadzorom boljševiških mornarjev izstrelila slepi naboj in dala signal za začetek revolucije. Med uporom je imel Lenin govor v Petrograjskem sovjetu, v katerem je sporočil, da je bila začasna vlada strmoglavljena. Boljševiki so razglasili oblikovanje nove vlade, Sveta ljudskih komisarjev (Sovnarkom). Lenin je sprva zavrnil vodilno mesto premierja Sovjetske zveze in zanj predlagal Trockega, toda drugi boljševiki so vztrajali in Lenin je na koncu popustil. Lenin in drugi boljševiki so se udeležili drugega kongresa sovjetov 26. in 27. oktobra in razglasili oblikovanje nove vlade. Menjševiški udeleženci so ilegalni prevzem oblasti in tveganje državljanske vojne obsodili. V teh zgodnjih dneh novega režima se je Lenin izogibal marksističnim in socialističnim izrazom, da ne bi odtujil ruskega prebivalstva in je namesto tega govoril o delavskem nadzoru države. Lenin in veliko drugih boljševikov je pričakovalo, da bo proletarska revolucija v naslednjih dneh ali mesecih pometla čez Evropo.

## Leninova vlada

### Organizacija sovjetske vlade: 1917–1918
Začasna vlada je načrtovala izvolitev Ustavodajne skupščine novembra 1917; Sovnarkom se je kljub Leninovem nasprotovanju strinjal z volitvami. Na ustavodajnih volitvah so boljševiki osvojili približno četrtino glasov, saj so jih premagali agrarno osredotočeni socialisti-revolucionarji. Lenin je trdil, da volitve niso poštena slika ljudske volje, da se volilno telo ni imelo časa podučiti o boljševiškem političnem programu in da so bile liste kandidatov postavljene preden so se levi socialisti-revolucionarji ločili od socialistov-revolucionarjev. Ne glede na to se je novo izvoljena Ruska ustavodajna skupščina sestala v Petrogradu januarja 1918. Sovnarkom je trdil, da je protirevolucionarna, ker se je namenila vzeti moč sovjetom, toda socialisti-revolucionarji in menjševiki so to zanikali.  Boljševiki so na skupščini predstavili predlog, da bi ji odvzeli večino pristojnosti; ko je skupšina ta predlog zavrnila, je Sovnarkom to razglasil za dokaz njene protirevolucionarne narave in jo prisilno razpustil.
Lenin je zavrnil ponovljene pozive, vključno od nekaterih boljševikov, naj vzpostavi koalicijsko vlado z drugimi socialističnimi strankami. Čeprav je Sovnarkom zavrnil koalicijo z menjševiki ali socialisti-revolucionarji, je delno popustil; dovolili so, da imajo levi socialisti-revolucionarji pet mest v kabinetu decembra 1917. Ta koalicija je trajala le štiri mesece do marca 1918, ko so levi socialisti-revolucionarji izstopili iz vlade zaradi spora o boljševiškem pristopu h končanju prve svetovne vojne. Na svojem 7. kongresu marca 1918 so boljševiki spremenili svoje uradno ime iz Ruske socialno-demokratične delavske stranke v Rusko komunistično partijo, saj je Lenin želel, da se njegova skupina distancira od vse bolj reformistične Nemške social-demokratične stranke in poudari svoj končni cilj – komunistično družbo.
Čeprav je imela končno moč vlada v obliki Sovnarkoma in izvršnega komiteja, ki so ga izvolili na vseruskem kongresu sovjetov, je imela v Rusiji de facto nadzor Komunistična partija, kar so priznavali tudi njeni takratni člani. Leta 1918 je Sovnarkom začel delovati enostransko, kar so upravičevali s potrebo po učinkovitosti, vseruski kongres sovjetov in Komunistična partija pa sta bila vse bolj marginalizirana, tako da sovjeti niso imeli več vloge pri vladanju Rusiji. Med letoma 1918 in 1919 je vlada iz sovjetov izgnala menjševike in socialiste-revolucionarje. Rusija je postala enostrankarska država.
V okviru partije sta bila vzpostavljena politbiro in orgbiro, ki sta spremljala obstoječi centralni komite; odločitve teh teles partije sta upoštevala Sovnarkom ter Svet za delo in obrambo. Lenin je bil najpomembnejša oseba v tej strukturi vladanja, bil pa je tudi predsednik Sovnarkoma in član Sveta za delo in obrambo, centralnega komiteja ter politbiroja Komunistične partije. Edini posameznik, ki je imel vsaj približno tolikšen vpliv, je bil Leninova desna roka, Jakov Sverdlov, ki je umrl marca 1919 med pandemijo gripe. Novembra 1917 sta se Lenin in njegova žena vselila v dvosobno stanovanje v Smolnem institutu; naslednji mesec sta ga zapustila in se odpravila na kratke počitnice v Halilo na Finskem. Januarja 1918 je preživel poskus atentata v Petrogradu; Fritz Platten, ki je bil takrat z Leninom, ga je zaščitil in krogla ga je ranila.
V strahu pred grožnjo, ki jo je nemška vojska predstavljala Petrogradu, se je marca 1918 Sovnarkom preselil v Moskvo, kar je bil sprva mišljen kot začasni ukrep. Tam so se Lenin, Trocki in drugi boljševiški voditelji preselili v Kremelj, kjer je Lenin živel s svojo ženo in sestro Marijo v stanovanju v prvem nadstropju, poleg sobe, v kateri so se odvijali sestanki Sovnarkoma. Leninu Moskva ni bila všeč, vendar je vse do konca življenja mesto redko zapustil. Avgusta 1918 je preživel drugi poskus atentata. Ustreljen je bil po javnem govoru in hudo ranjen. V povezavi s poskusom atentata je bila aretirana in usmrčena socialistka-revolucionarka Fanny Kaplan. O atentatu je ruski tisk široko pisal in ustvaril simpatijo za Lenina ter okrepil njegovo priljubljenost. Za premor je bil Lenin septembra odpeljan v luksuzno Gorkovsko posestvo izven Moskve, ki ga je nedavno vlada zanj nacionalizirala.

### Socialne, legalne in ekonomske reforme: 1917–1918
Po prevzemu oblasti je Leninov režim izdal serijo dekretov. Prvi je bil Dekret o zemlji, ki je razglasil, da bodo zemljiška posestva aristokracije in pravoslavne cerkve nacionalizirana ter prerazporejena kmetom. To je bilo v nasprotju z Leninovo željo po kmečki kolektivizaciji, vendar je tako vlada priznala množične zasege kmečke zemlje, ki so se že zgodili. Novembra 1917 je vlada izdala Dekret o tisku, s katerim so zaprli veliko opozicijskih medijev, ki so veljali za protirevolucionarne. Trdili so, da je ukrep začasen; ukrep je bil široko kritiziran zaradi kratenja svobode tiska, tudi s strani boljševikov.
Novembra 1917 je Lenin izdal Deklaracijo o pravicah narodov Rusije, po kateri imajo vse neruske narodne skupine, ki živijo v republiki, pravico, da se odcepijo od ruske oblasti in vzpostavijo lastne neodvisne nacionalne države. Veliko narodov je razglasilo samostojnost (Finska in Litva decembra 1917, Latvija in Ukrajina januarja 1918, Estonija februarja 1918, Transkavkazija aprila 1918 in Poljska novembra 1918). Kmalu so boljševiki začeli aktivno podpirati komunistične partije v teh neodvisnih nacionalnih državah, julija 1918 pa je bila na petem vseruskem kongresu sovjetov potrjena ustava, ki je reformirala Rusko republiko v Rusko sovjetsko federativno socialistično republiko. V želji po modernizaciji države je vlada uradno spremenila julijanski v gregorijanski koledar, ki je bil v uporabi v Evropi.
Novembra 1917 je Sovnarkom izdal dekret, s katerim je opustil ruski pravni sistem in je pozval k revolucionarni zavednosti, ki naj bi zamenjala opuščene zakone. Sodišča je zamenjal dvostopenjski sistem, revolucionarni tribunali, ki so se ukvarjali s protirevolucionarnimi zločini, in ljudska sodišča, ki so se ukvarjala s civilnimi in drugimi kriminalnimi dejanji. Imeli so navodila, naj ignorirajo obstoječe zakone in naj njihove obsodbe temeljijo na dekretih Sovnarkoma in »socialističnem občutku za pravico«. Novembra se je zgodila tudi reforma oboroženih sil; Sovnarkom je uveljavil egalitarne ukrepe in opustil predhodne čine, nazive in medalje ter pozval vojake k vzpostavitvi komitejev za izvolitev svojih poveljnikov.
Oktobra 1917 je Lenin izdal dekret, s katerim je omejil delo za vse v Rusiji na osem ur na dan. Izdal je tudi Dekret o ljudski izobrazbi, ki je določal, da vlada zagotavlja brezplačno sekularno izobrazbo za vse otroke v Rusiji in dekret, ki je vzpostavil sistem državnih sirotišnic. Za boj proti množični nepismenosti je bila začeta kampanja za pismenost; po ocenah naj bi se v začetne tečaje osnovne pismenosti med letoma 1920 in 1926 vpisalo pet milijonov ljudi. Sprejeli so enakopravnost med spoloma in sprejeli zakone, ki so pomagali emancipirati ženske ter jim dali ekonomsko avtonomijo od njihovih možev in umaknili omejitve ločitev. Za krepitev teh ukrepov je bila vzpostavljena boljševiška ženska organizacija Ženotdel. Pod Leninom je Rusija postala prva država, ki je legalizirala splav na zahtevo v prvem tromesečju. Lenin in Komunistična partija sta bila bojevito ateistična in sta hotela ukiniti organizirano religijo. Januarja 1918 je vlada odredila ločitev cerkve in države ter prepovedala verski pouk v šolah.
Novembra 1917 je Lenin izdal Dekret o delavskem nadzoru, ki je delavce vseh podjetij pozval k vzpostavitvi izvoljenega komiteja za nadzorovanje vodstva njihovega podjetja. Istega meseca so tudi izdali ukaz o zaseženju državnega zlata in nacionalizaciji bank, kar je Lenin videl kot velik korak proti socializmu. Decembra je Sovnarkom vzpostavil Vrhovni svet narodnega gospodarstva (VSNH), ki je imel oblast nad industrijo, bančništvom, kmetijstvom in trgovino. Tovarniški komiteji so bili podrejeni sindikatom, ki so bili podrejeni VSNH; državni centralizirani gospodarski načrt je imel prednost pred lokalnimi delavskimi gospodarskimi interesi. Na začetku leta 1918 je Sovnarkom ukinil vse tuje dolgove in zavrnil plačilo obresti nanje. Aprila 1918 je nacionaliziral tujo trgovino in vzpostavil državni monopol na uvoz in izvoz. Junija 1918 je izdal dekret o nacionalizaciji vseh javnih storitev, železnic, inženiringa, tekstila, metalurgije in rudarstva, čeprav so bili ti pogosto v državni lasti samo po imenu. Obširna nacionalizacija se ni zgodila do novembra 1920, ko so bila pod nadzor države privedena tudi majhna industrijska podjetja.
Del boljševikov, znan kot »levi komunisti«, je kritiziral gospodarsko politiko Sovnarkoma kot premilo. Hoteli so nacionalizacijo vse industrije, kmetijstva, trgovine, financ, transporta in komunikacij. Lenin je menil, da bi bilo to na tej stopnji nepraktično in da bi vlada morala nacionalizirati samo velika ruska kapitalistična podjetja kot so banke, železnice, velika zemljiška posestva in večje tovarne ter rudnike in tako dovoliti majhnim podjetjem, da delujejo privatno, dokler ne zrasejo dovolj, da bi bila uspešno nacionalizirana. Lenin se z levimi komunisti ni strinjal tudi glede gospodarske organizacije; junija 1918 je trdil, da je potreben centraliziran gospodarski nadzor, medtem ko so levi komunisti želeli, da vsako tovarno nadzirajo njeni delavci – sindikalni pristop, za katerega je Lenin menil, da je škodljiv za socialistično stvar.
Tako levi komunisti kot tudi druge frakcije v Komunistični partiji so sprejeli levo-libertarsko perspektivo in so kritizirali zaton demokratičnih institucij v Rusiji. Mednarodno je veliko socialistov odkrito kritiziralo Leninov režim in je zanikalo, da vzpostavlja socializem; poudarili so zlasti pomanjkanje široke politične participacije, javnih posvetov in industrijske demokracije. Konec leta 1918 je češko-avstrijski komunist Karl Kautsky napisal protileninističen pamflet, v katerem je obsodil protidemokratično naravo sovjetske Rusije, na kar je Lenin odgovoril z odločnim odgovorom Proletarska revolucija in uporniški Kautsky. Nemška marksistka Rosa Luxemburg je ponovila poglede Kautskega, ruski anarhist Peter Kropotkin pa je boljševiški prevzem oblasti opisal kot »pokop ruske revolucije«.

### Brestlitovski mir: 1917–1918
Po prevzemu oblati je Lenin verjel, da mora biti ključna politika njegove vlade umik iz prve svetovne vojne s sklenitvijo premirja s centralnimi silami, Nemčijo in Avstrijo. Verjel je, da bi potekajoča vojna ustvarila odpor med protivojnimi ruskimi enotami, ki jim je obljubil mir, in da bi te enote in napredujoča nemška vojska lahko ogrozili njegovo vlado in mednarodno socialistično stvar. Drugi boljševiki, zlasti Nikolaj Buharin in levi komunisti, so po drugi strani verjeli, da bi bil mir s centralnimi silami izdaja mednarodnega socializma in da bi se Rusija namesto tega morala boriti v »vojni za obrambo revolucije«, ki bi vzpodbudila vstajo nemškega proletariata proti njihovi lastni vladi.
Lenin je v svojem dekretu o miru novembra 1917 predlagal trimesečno premirje, ki ga je potrdil drugi kongres sovjetov in je bil predstavljen nemški in avstro-ogrski vladi. Nemci so odgovorili pozitivno, saj so to videli kot priložnost za osredotočenje na zahodno fronto in odvrnitev grozečega poraza. Novembra so se v Brest-Litovsku, sedežu nemškega visokega poveljstva na vzhodni fronti, začeli pogovori o premirju, na katerih sta rusko delegacijo vodila Trocki in Adolph Joffe. Dogovorili so se o premirju do januarja. Med pogajanji so Nemci vztrajali pri tem, da obdržijo v vojni osvojena ozemlja, ki so vključevala Poljsko, Litvo in Kurlandijo, medtem ko so Rusi temu nasprotovali, češ da je to kršitev pravice do samoodločbe teh narodov. Nekateri boljševiki so izrazili upanje, da se bodo pogajanja zavlekla do izbruha proletarske revolucije po vsej Evropi. 7. janurja 1918 se je Trocki vrnil iz Brest-Litovska v Sankt Peterburg z ultimatom centralnih sil: Rusija naj sprejme nemške ozemeljske zahteve ali pa se bo vojna nadaljevala.
V januarju in februarju je Lenin pozval boljševike, naj sprejmejo ponudbo Nemčije. Trdil je, da so ozemeljske izgube sprejemljive, če bi zagotovile preživetje boljševiške vlade. Večina boljševikov je njegovo mnenje zavrnila v upanju, da bodo podaljšali premirje in prekinili blefiranje Nemčije. 18. februarja je Nemška vojska sprožila operacijo Faustschlag, s katero je prodrla globlje v ozemlje pod nadzorom Rusije, in osvojila Dvinsk v enem dnevu. Na tej točki je Lenin končno prepričal majhno večino boljševiškega centralnega komiteja, da je sprejela zahteve centralnih sil. 23. februarja so centralne sile objavile nov ultimat: Rusija naj prizna nemški nadzor ne le nad Poljsko in Baltskimi državami, ampak tudi nad Ukrajino, ali pa se soočijo s polno invazijo.
3. marca je bil podpisan Brestlitovski mir. Pomenil je velike ozemeljske izgube za Rusijo, saj je pod nemški nadzor prešlo 26 % prebivalstva nekdanjega cesarstva, 37 % kmetijskih površin, 28 % njegove industrije, 26 % železniških prog in tri četrtine njegovih premogovnih in železnih nahajališč. Temu primerno je bila pogodba skrajno nepriljubljena pri vsem ruskem političnem spektru in več boljševikov ter levih socialistov-revolucionarjev je v protestu odstopilo iz Sovnarkoma. Po podpisu pogodbe se je Sovnarkom osredotočil na spodbujanje proletarske revolucije v Nemčiji in je izdal množico protivojnih in protivladnih publikacij v državi; nemška vlada se je odzvala z izgonom ruskih diplomatov. Ne glede na to pogodba ni preprečila poraza centralnih sil; novembra 1918 je nemški cesar Viljem II. odstopil in nova vlada države je podpisala premirje z zavezniki. Posledično je Sovnarkom razglasil, da je pogodba iz Brest-Litovska nična.

### Kampanja proti kulakom, Čeka in Rdeči teror: 1918–1922
Na začetku leta 1918 se je veliko mest v zahodni Rusiji soočalo z lakoto zaradi kroničnega pomanjkanja hrane. Lenin je za to krivil kulake ali premožnejše kmete, ki naj bi kopičili pridelano žito, da bi povečali njegovo vrednost. Maja 1918 je izdal ukaz za zaseg žita, ki je vzpostavil oborožene odrede, ki so jemali žito od kulakov in ga razdeljevali v mestih, junija pa je pozval k oblikovanju komitejev siromašnih kmetov, ki naj bi pomagali pri zaplembi. Ta politika je vodila v množične socialne nerede in nasilje, saj so se oboroženi odredi pogosto spopadali s skupinami kmetov, kar je sprožilo državljansko vojno. Viden primer Leninovih pogledov je bil njegov telegram boljševikom v Penzi avgusta 1918, v katerem jih je pozval, naj zatrejo upor kmetov in javno obesijo vsaj sto »znanih kulakov, premožnejših [in] krvosesov«.
Zaplembe so demotivirale kmete, ki so odtlej pridelovali le toliko žita, kot so ga lahko sami porabili, in tako je proizvodnja upadla. Črni trg je cvetel in dopolnjeval uradno državno gospodarstvo, zato je Lenin pozval, naj špekulante, tatove in trgovce na črno ustrelijo. Tako socialisti-revolucionarji kot levi socialisti-revolucionarji so oboroženo prilaščanje žita obsodili na petem vseruskem kongresu sovjetov julija 1918. Lenin se je zavedal, da komiteji ubogih kmetov preganjajo tudi kmete, ki niso kulaki, in tako prispevajo k protivladnemu razpoloženju med kmeti, zato jih je decembra 1918 ukinil.
Lenin je večkrat poudaril potrebo po terorju in nasilju za strmoglavljenje starega reda in zagotovitev uspeha revolucije. V govoru Vseruskemu centralnemu izvršnemu komiteju sovjetov novembra 1917 je razglasil, da je »država institucija, ki je zgrajena za namen uporabe nasilja. Pred tem je nasilje izvajala peščica bogatašev nad vsemi ljudmi; zdaj hočemo organizirati nasilje v interesu ljudi.« Močno je oporekal predlogom za ukinitev smrtne kazni. V bojazni, da bi protiboljševiške sile strmoglavile njegovo upravo, je decembra 1917 ukazal vzpostavitev Centralne komisije za boj proti protirevoluciji in sabotažam ali Čeko, politično policijo, ki jo je vodil Feliks Dzeržinski.
Septembra 1918 je Sovnarkom sprejel dekret, ki je uvedel rdeči teror, sistem zatiranja, ki ga je vodila tajna policija Čeka. Čeprav je včasih opisan kot poskus odstranitve celotne buržoazije, Lenin ni hotel odpraviti vseh članov tega razreda, temveč zgolj tiste, ki so poskušali ponovno vzpostaviti svojo oblast. Večina žrtev terorja so bili premožni državljani ali nekdanji člani caristične uprave; drugi so bili neburžoazni protiboljševiki in nezaželeni elementi družbe kot so prostitutke. Čeka je trdila, da ima pravico aretirati ali usmrtiti vsakogar, ki izgleda kot sovražnik vlade, brez priziva k revolucionarnim tribunalom. Tako je Čeka v sovjetski Rusiji izvajala poboje, pogosto množično. Petrograjska Čeka je tako v le nekaj dneh usmrtila 515 ljudi. Ni ohranjenih zapisov, ki bi omogočili natančno oceno števila ljudi, ki so izginili v času rdečega terorja; poznejše ocene zgodovinarjev so med 10.000 in 15.000 ter med 50.000 in 140.000.
Lenin ni bil nikoli priča temu nasilju ali ga osebno izvajal in se je v javnosti ogradil od njega. Njegovi objavljeni članki in govori redko pozivajo k usmrtitvam, vendar pa je to redno počel v svojih šifriranih telegramih in tajnih zapiskih. Veliko boljševikov je izrazilo nasprotovanje Čekinim množičnim usmrtitvam in so se bali očitne nepreračunljivosti organizacije. Komunistična partija je februarja 1919 poskušala omejiti svoje dejavnosti in je odvzela Čeki oblasti tribunala in usmrtitev v območjih, ki niso bili pod izrednimi razmerami, toda Čeka je nadaljevala kot dotlej v velikih delih države. Leta 1920 je Čeka postala najmočnejša institucija v sovjetski Rusiji in je izvajala svoj vpliv širom državnega aparata.
Dekret z aprila 1919 je vodil v vzpostavitev koncentracijskih taborišč, ki so bila zaupana Čeki, kasneje pa jih je vodila nova vladna agencija, Gulag. Do konca leta 1920 je bilo širom sovjetske Rusije vzpostavljenih 84 taborišč, v katerih je bilo okrog 50.000 zapornikov. Do oktobra 1923 je število taborišč zraslo na 315, število zapornikov pa na okrog 70.000. Zapornike so uporabljali za suženjsko delo. Od julija 1922 so intelektualce, za katere je veljalo, da nasprotujejo boljševiški vladi, izganjali v negostoljubne regije ali ven iz države. Lenin je osebno pregledoval sezname tistih, ki jih je bilo treba obravnavati. Maja 1922 je izdal dekret, ki je pozival k usmrtitvi protiboljševiških duhovnikov, kar je privedlo do med 14.000 in 20.000 smrti. Najbolj je bila prizadeta Ruska pravoslavna cerkev; vladne protiverske politike pa so prizadele tudi rimokatoliško in protestantsko cerkev, judovske sinagoge ter islamske mošeje.

### Državljanska vojna in poljsko-sovjetska vojna: 1918–1920
Lenin je pričakoval, da bosta ruska aristokracija in buržoazija nasprotovali njegovi vladi, vendar je verjel, da bo številčna premoč nižjih razredov v kombinaciji z boljševiško sposobnostjo učinkovito jih organizirati zagotovila hitro zmago v vsakem spopadu. Tako mu ni uspelo predvideti intenzivnosti nasilne opozicije boljševiški vladavini v Rusiji. Sledila je dolga in krvava državljanska vojna med boljševiškimi Rdečimi in protiboljševiškimi Belimi, ki se je začela leta 1917 in končala leta 1923 z zmago rdečih. Zajela je tudi etnične spopade na ruskih mejah in protiboljševiški kmečki in levičarski upor širom nekdanjega cesarstva. Tako različni zgodovinarji razumejo državljansko vojno kot dva ločena spopada: enega med revolucionarji in protirevolucionarji, drugega pa med različnimi revolucionarnimi sekcijami.
Nekdanji caristični vojaški častniki so ustanovili Bele armade, vključili so Prostovoljsko vojsko Antona Denikina v južni Rusiji, sile Aleksandra Kolčaka v Sibiriji in enote Nikolaja Judeniča v na novo neodvisnih baltskih državah. Bele je okrepilo 35.000 članov Češke legije, ki so bili zaporniki iz spopada s centralnimi silami in so se obrnili proti Sovnarkomu ter postali zavezniki protiboljševiške vlade Komuč v Samari. Bele so podpirale tudi zahodne vlade, ki so imele pogodbo iz Brest-Litovska za izdajo zavezniških vojnih prizadevanj in so se bali boljševiških pozivov k svetovni revoluciji.  Leta 1918 so Velika Britanija, Francija, ZDA, Kanada, Italija in Srbija pristale v Murmansku z 10.000 enotami in zavzele Kandalakšo, pozneje istega leta pa so se britanske, ameriške in japonske sile izkrcale v Vladivostoku. Zahodne sile so se kmalu umaknile iz državljanske vojne in so Bele podpirale s častniki, tehniki in oborožitvijo, ostali so le Japonci, ki so videli spopad kot priložnost za svojo teritorialno širitev.
Lenin je Trockemu dal nalogo vzpostavitve Delavske in kmečke Rdeče armade in z njegovo podporo je Trocki septembra 1918 organiziral Revolucionarni vojaški svet ter do leta 1925 ostal njegov predsednik. Lenin se je strinjal, da lahko častniki iz stare caristične vojske služijo v Rdeči armadi, saj je prepoznal njihove dragocene vojaške izkušnje, kljub temu pa je Trocki vzpostavil vojaške svete za nadzorovanje njihovih dejavnosti. Rdeči so nadzorovali dve največji ruski mesti, Moskvo in Petrograd, pa tudi večino Velike Rusije, medtem ko so bili Beli večinoma na periferiji nekdanjega cesarstva. Slednje sta tako ovirali razklanost in geografska razdrobljenost, pa tudi odtujenost regionalnih narodnih manjšin zaradi njihove ruske večvrednosti. Protiboljševiške armade so izvajale beli teror, nasilje proti domnevnim boljeviškim podpornikom, ki je bilo praviloma bolj spontano kot rdeči teror, ki ga je vodila država. Tako Bele kot Rdeče armade so bile odgovorne za napade na judovsko skupnost, zaradi česar je Lenin izdal obsodbo antisemitizma in za predsodke proti Judom okrivil kapitalistično propagando.
Julija 1918 je Sverdlov obvestil Sovnarkom, da je Uralski regionalni sovjet izvedel usmrtitev bivšega carja Nikolaja II. in njegove ožje družine v Jekaterinburgu, da bi preprečil, da jih Bele enote rešijo. Čeprav nimajo dokaza, nekateri biografi in zgodovinarji kot sta Richard Pipes in Dmitrij Volkogonov menijo, da je umor verjetno odredil Lenin; zgodovinar James Ryan po drugi strani meni, da za takšno prepričanje »ni razloga«. Ne glede na to ali je umor odredil Lenin ali ne, ga je še vedno imel za nujnega in ga je primerjal z umorom Ludvika XVI. med francosko revolucijo.
Po pogodbi iz Brest-Litovska so Levi socialisti-revolucionarji zapustili koalicijo in so na boljševike vse bolj gledali kot na izdajalce revolucije. Julija 1918 je levi socialist-revolucionar Jakov Blumkin umoril nemškega veleposlanika v Rusiji Wilhelma von Mirbacha v upanju, da bi diplomatski incident vodil v ponovno revolucionarno vojno proti Nemčiji. Levi socialisti-revolucionarji so nato sprožili državni udar v Moskvi, obstreljevali Kremelj in zavzeli osrednjo mestno poštno poslovalnico, nato pa so jih ustavile sile Trockega. Vodje stranke in številne člane so aretirali in zaprli, toda z njimi so ravnali bolj prizanesljivo kot z drugimi nasprotniki boljševikov.
Do leta 1919 so bile Bele armade v umiku in do začetka leta 1920 poražene na vseh treh frontah. Čeprav je Sovnarkom zmagal, se je teritorialni obseg ruske države zmanjšal, saj je veliko neruskih narodnostnih skupin izkoristilo kaos za poskus narodne osamosvojitve. Marca 1921 je bil med vojno proti Poljski podpisan riški mirovni sporazum, ki je razdelil sporna ozemlja v Belorusiji in Ukrajini med Poljsko in sovjetsko Rusijo. Ta je poskusila ponovno osvojiti vse novo neodvisne narode bivšega imperija, vendar je bil njen uspeh omejen. Estonija, Finska, Latvija in Litva so vse odbile sovjetske invazije, Ukrajino, Belorusijo (kot posledica poljsko-sovjetske vojne), Armenijo, Azerbajdžan in Gruzijo pa je zasedla Rdeča armada. Do leta 1921 je sovjetska Rusija premagala ukrajinska narodna gibanja in zasedla Kavkaz, čeprav so se protiboljševiške vstaje v Centralni Aziji nadaljevale do konca 1920. let.
Po premirju so bile nemške garnizije umaknjene z vzhodne fronte, sovjetske in poljske armade pa so bile premaknjene, da so zapolnile praznino. Na novo samostojna poljska država in sovjetska vlada sta se poskušali teritorialno razširiti na tem območju. Poljske in ruske enote so se prvič spopadle februarja 1919, spopad pa se je razvil v poljsko-sovjetsko vojno. Za razliko od prejšnjih spopadov je imel ta večje posledice za izvoz revolucije in prihodnost Evrope. Poljske enote so vdrle v Ukrajino in maja 1920 vzele Sovjetom Kijev. Ko je Lenin prisilil poljsko vojsko v umik, je zahteval, da Rdeča armada napade Poljsko sámo, saj je verjel, da bo poljski proletariat vstal in podprl ruske enote ter tako sprožil evropsko revolucijo. Trocki in drugi boljševiki so bili do tega skeptični, vendar so se z napadom strinjali. Toda vstaje poljskega proletariata ni bilo in Rdeča armada je bila v bitki za Varšavo poražena. Poljske armade so Rdečo armado potisnile nazaj v Rusijo in Sovnarkom prisilile v mir. Vojna se je končala z mirom iz Rige, s katerim je Rusija ozemlje prepustila Poljski.

### Kominterna in svetovna revolucija: 1919–1920
Po sklenjenem premirju na zahodni fronti je Lenin verjel, da je izbruh evropske revolucije le še vprašanje časa. Da bi to podprl, je Sovnarkom podprl vzpostavitev sovjetske vlade Béle Kuna na Madžarskem marca 1919, sovjetske vlade na Bavarskem in različnih revolucionarnih socialističnih vstaj v drugih delih Nemčije, vključno z vstajo Spartakove lige. Med rusko državljansko vojno je bila Rdeča armada poslana v novo neodvisne narodne republike na ruskih mejah, da bi pomagala tamkajšnjim marksistom pri vzpostavljanju sovjetskih sistemov vlad. V Evropi je to vodilo v ustvarjanje novih držav pod vodstvom komunistov v Estoniji, Latviji, Litvi, Belorusiji in Ukrajini, ki so bile vse nominalno neodvisne od Rusije, toda v resnici pod nadzorom Moskve, na vzhodu pa je to vodilo v vzpostavitev komunistične vlade v Zunanji Mongoliji. Različni pomembni boljševiki so hoteli, da bi te države absorbirali v rusko državo, toda Lenin je vztrajal, da je treba spoštovati nacionalna čustva. Kljub temu je zagotovil svojim tovarišem, da bodo te nove narodne uprave komunističnih partij de facto pod vodstvom Sovnarkoma.
Konec leta 1918 je britanska laburistična stranka pozvala k vzpostavitvi mednarodne konference socialističnih strank, Delavsko in socialistično internacionalo. Lenin je v tem videl obuditev Druge internacionale, ki jo je preziral in je oblikoval svojo lastno rivalsko mednarodno socialistično konferenco, da bi izničil njen učinek. Organiziral jo je s pomočjo Zinovjeva, Buharina, Trockega, Rakovskega in Balabanoffove, prvi kongres te komunistične internacionale je bil odprt marca 1919 v Moskvi. Manjkala ji je globalna pokritost; večina delegatov je živela v okviru držav nekdanjega ruskega cesarstva in večina mednarodnih delegatov ni bila priznana v katerikoli socialistični stranki v njihovih lastnih državah. Boljševiki so tako prevladovali v postopkih, Lenin pa je pozneje napisal serijo regulacij, ki so pomenile, da so se lahko le socialistične stranke, ki so podpirale poglede boljševikov, pridružile Komiterni. Med prvo konferenco je Lenin govoril z delegati in kritiziral parlamentarno pot do socializma, za katero so se zavzemali revizionistični marksisti, kot je bil Kautsky in je ponovno pozval k nasilnemu strmoglavljenju evropskih buržoaznih vlad. Čeprav je predsednik Komunterne postal Zinovjev, je Lenin ohranil velik vpliv nanjo.
Julija 1920 se je v petrograjskem Smolnem institutu začel drugi kongres Komunistične internacionale, kar je bilo zadnjič, da je Lenin obiskal kakšno drugo mesto. Tam je spodbudil tuje delegate, naj posnemajo boljševiški prevzem oblasti, opustil pa je svoje dolgoletno prepričanje, da je kapitalizem nujna stopnja družbenega razvoja in je spodbudil narode pod kolonialno nadvlado, naj spremenijo svojo predkapitalistično družbo neposredno v socialistično. Lenin je za to konferenco napisal kratko knjigo Levi komunizem: Otročji nered, v kateri je izrazil svojo kritiko elementov v britanski in nemški komunistični partiji, ki sta zavrnili vstop v njihove nacionalne parlamentarne sisteme in sindikate; Lenin je zahteval, naj delajo za revolucionarno stvar. Ta konferenca je bila preložena za več dni zaradi potekajoče vojne s Poljsko  in je bila preseljena v Moskvo, kjer se je nadaljevala do avgusta. Svetovna revolucija, ki jo je Lenin napovedal, se ni uresničila, saj je bila madžarska revolucija strmoglavljena, nemške marksistične vstaje pa zatrte.

### Lakota in Nova ekonomska politika: 1920–1922
V Komunistični partiji sta bili dve disidentski frakciji: Skupina demokratičnega centrizma in Delavska opozicija sta rusko državo obtoževali prevelike centralizacije in birokracije. Tudi delavska opozicija, ki je imela povezave z uradnimi državnimi sindikati, je izrazila skrb, da je vlada izgubila zaupanje ruskega delavskega razreda. Razjezil jih je predlog Trockega, da naj bi sindikate ukinili. Imel jih je za nepotrebne v »delavski državi«, toda Lenin se s tem ni strinjal in je verjel, da jih je bolje ohraniti; večina boljševikov je v razpravi o sindikatih sprejela Leninovo mnenje. Da bi razrešil nezadovoljstvo, je Lenin februarja 1921 na 10. partijskem kongresu uvedel prepoved frakcijske dejavnosti v partiji pod grožnjo izključitve.
Ruska lakota leta 1921, ki jo je deloma povzročila suša, je bila najhujša ruska lakota po tisti iz leta 1891 in je zahtevala pet milijonov žrtev. Stanje so še poslabšali državni zasegi in izvoz velikih količin ruskega žita. Vlada ZDA je v pomoč žrtvam lakote vzpostavila Ameriško upravo za humanitarno pomoč, prek katere je delila hrano; Lenin je bil glede te pomoči sumničav in jo je natančno opazoval. Med lakoto je patriarh Tihon pozval pravoslavne cerkve, naj prodajo nepotrebne predmete in pomagajo nahraniti stradajoče, kar je vlada podprla. Februarja 1922 je Sovnarkom pozval, naj vse vredne predmete, ki pripadajo cerkvenim institucijam, prisilno zasežejo in prodajo. Tihon je nasprotoval prodaji predmetov, ki se uporabljajo pri obhajilu in veliko cerkvenih dostojanstvenikov je zasegom nasprotovalo, kar je vodilo v nasilje.
V letih 1920 in 1921 je lokalno nasprotovanje zasegom privedlo do protiboljševiških kmečkih uporov širom Rusije, ki so bili zatrti. Med največjimi je bil tambovski upor, ki ga je zatrla Rdeča armada. Februarja 1921 so delavci v Petrogradu začeli stavko, ki je privedla do tega, da je vlada razglasila izredne razmere v mestu in poslala Rdečo armado, da je zatrla proteste. Marca so mornarji v Kronštatu začeli kronštatski upor proti boljševiški vladi, v katerem so mornarji zahtevali svobodo tiska za vse socialiste, svobodo zbiranja za neodvisne sindikate in da je kmetom dovoljen prosti trg brez zaseganja pridelkov. Lenin je razglasil, da so upornike zavajali socialisti-revolucionarji in tuji imperialisti in je pozval k nasilnim povračilnim ukrepom. Pod vodstvom Trockega je Rdeča armada 17. marca zadušila upor, kar je vodilo v tisoče mrtvih in internacijo preživelih v delovna taborišča.
Februarja 1921 je Lenin v politbiroju vpeljal Novo ekonomsko politiko (NEP). O njeni nujnosti je prepričal najpomembnejše boljševike in v aprilu je bila uzakonjena. Lenin je to politiko predstavil v brošuri »O davku na hrano«, v kateri je trdil, da NEP predstavlja vrnitev k prvotnim boljševiškim ekonomskim načrtom; trdil je, da so se od slednjih odmaknili zaradi državljanske vojne, med katero je bil Sovnarkom prisiljen poseči po ekonomskih politikah vojnega komunizma, ki so vključevale nacionalizacijo industrije, centralizirano razporeditev izdelkov, prisilni zaseg kmetijske proizvodnje in poskuse odstranitve denarnega obtoka, zasebnih podjetij ter svobodne trgovine, kar je vodilo v resen gospodarski zlom. NEP je dovoljeval nekatera zasebna podjetja v Rusiji in ponovno vzpostavitev mezdnega sistema, dovolil pa je tudi kmetom, da so prodajali svoje pridelke na prostem trgu, njihovi prihodki pa so bili obdavčeni. Politika je tudi dovoljevala vrnitev majhnih podjetij v zasebni lasti; osnovna industrija, transport in mednarodna trgovina so ostali pod državnim nadzorom. Lenin je definiral pojem »državnega kapitalizma« in veliko boljševikov je to videlo kot izdajo socialističnih načel. Leninovi življenjepisci so pogosto opisovali vpeljavo NEP kot enega največjih dosežkov in nekateri verjamejo, da bi bil v primeru neuveljavitve Sovnarkom hitro strmoglavljen v ljudski vstaji.
Januarja 1920 je vlada vpeljala splošno delovno obveznost, s katero je zagotovila, da so delali vsi državljani med 16. in 50. letom. Lenin je tudi pozval k množični elektrifikaciji Rusije, načrt GOELRO, ki se je začel februarja 1920; Leninov izjava, da je »komunizem sovjetska moč plus elektrifikacija celotne države«, je bila množično citirana v naslednjih letih. Da bi rusko gospodarstvo napredovalo z mednarodno trgovino, je Sovnarkom poslal delegate na Ženevsko konferenco; Lenin je upal, da se je bo lahko sam udeležil, vendar mu je to preprečilo slabo zdravje. Konferenca je privedla do ruskega sporazuma z Nemčijo, ki je nasledil prejšnji angleško-sovjetski trgovinski sporazum. Lenin je upal, da bo z dovoljenjem tujim korporacijam, da investirajo v Rusiji, Sovnarkom zaostril rivalstvo med kapitalističnimi narodi in pospešil njihov propad; ameriškim korporacijam je poskušal dati v najem naftna polja Kamčatke, da bi zaostril spore med ZDA in Japonsko, ki je želela Kamčatko zase.

### Pešanje zdravja in spor s Stalinom: 1920–1923
V Leninovo zadrego in grozo so aprila 1920 boljševiki organizirali veliko zabavo ob njegovem 50. rojstnem dnevu, ob katerem so bila množična slavja širom Rusije in je bilo objavljenih več pesmi in biografij, posvečenih njemu. Med letoma 1920 in 1926 je izšlo dvajset zvezkov Leninovih Zbranih del; nekaj gradiva je bilo izpuščenega. Leta 1920 je Lenina obiskalo več pomembnih zahodnih osebnosti; med njimi sta bila pisatelj H. G. Wells in filozof Bertrand Russell, pa tudi anarhista Emma Goldman ter Alexander Berkman. Lenina je obiskala tudi Inessa Armand, ki je bila vse slabšega zdravja. Lenin jo je poslal v sanatorij v Kislovodsku na Severnem Kavkazu, da bi okrevala, toda tam je med epidemijo kolere septembra 1920 umrla. Njeno truplo so vrnili v Moskvo, kjer je vidno užaloščeni Lenin vodil njen pogreb ob Kremeljskem obzidju.
V drugi polovici leta 1921 je Lenin resno zbolel za hiperakuzijo, nespečnostjo in rednimi glavoboli. Po vztrajanju politbiroja je julija zapustil Moskvo za en mesec in odšel v svoj dvorec v Gorkem, kjer sta zanj skrbeli njegova žena in sestra. Lenin je začel premišljevati o samomoru in je prosil Krupsko in Stalina za kalijev cianid. Da bi Leninu v zadnjih letih pomagali, so najeli 26 zdravnikov; večina je bila tujcev in so jih najeli za visoko ceno. Nekateri so predlagali, da naj bi njegovo bolezen povzročala zastrupitev s kovinami krogel v njegovem telesu od poskusa atentata leta 1918; aprila 1922 je prestal operacijo, s katero so krogle uspešno odstranili. Simptomi so se nadaljevali tudi po operaciji in Leninovi zdravniki niso bili prepričani, kaj je razlog za to; nekateri so sumili, da je imel nevrastenijo ali cerebralno arteriosklerozo. Maja 1922 je imel prvo kap, po kateri je začasno izgubil zmožnost govora in je bil paraliziran na desni stani. V Gorkem je okreval in si do julija večinoma opomogel. Oktobra se je vrnil v Moskvo; decembra je imel drugo kap, zato se je vrnil v Gorki.
Lenin se je kljub bolezni še naprej vneto zanimal za politiko. Ko so na sodnem procesu med junijem in avgustom 1922 ugotovili, da je vodstvo socialistov-revolucionarjev krivo zarote poti vladi, je Lenin pozval k njihovi usmrtitvi; namesto tega so jih zaprli za nedoločen čas, usmrčeni pa so bili šele med Stalinovo veliko čistko. Vlada je tudi z Leninovo podporo uspela praktično izbrisati menjševizem v Rusiji in je marca 1923 očistila vse menjševike iz državnih ustanov in podjetij, člane stranke pa zaprla v koncentracijska taborišča. Lenina je skrbelo preživetje carističnega birokratskgea sistema v sovjetski Rusiji, zlasti v njegovih zadnjih letih. Obsodil je birokratski pristop in pozval k popolni preobrazbi, da bi se soočil s tem problemom. V enem od pisem se je tako pritoževal, da »se potapljamo v umazano birokratsko močvirje«.
Med decembrom 1922 in januarjem 1923 je Lenin narekoval svojo oporoko, v kateri je govoril o osebnostnih značilnostih svojih tovarišev, zlasti Trockega in Stalina. Priporočal je, naj Stalina odstranijo s položaja generalnega sekretarja komunistične partije, saj ga je ocenil kot neprimernega za ta položaj. Namesto njega je za položaj predlagal Trockega, ki ga je opisal kot »najbolj sposobnega moža v trenutnem centralnem komiteju«; izpostavil je večji intelekt Trockega, hkrati pa ga je kritiziral zaradi samozaverovanosti in naklonjenosti k prekomerni administraciji. Med tem obdobjem je narekoval kritiko birokratske narave Delavskega in kmečkega inšpektorata ter pozval k rekrutiranju novega, delavskega osebja kot protistrup temu problemu, v drugem članku pa je pozval, naj se država bori z nepismenostjo, naj spodbuja točnost in natančnost med prebivalstvom in spodbuja kmete, naj se pridružijo operativcem.
V Leninovi odsotnosti je Stalin začel utrjevati svojo moč tako z nameščanjem svojih podpornikov na pomembne položaje kot s slikanjem sebe kot Leninovega najbližjega človeka in zaslužnega naslednika. Decembra 1922 je Stalin prevzel odgovornost za Leninov način zdravljenja in politbiro mu je naložil nalogo, naj nadzoruje dostop do njega. Lenin je bil vse bolj kritičen do Stalina in je sredi leta 1922 vztrajal, naj država ohrani monopol nad mednarodno trgovino, Stalin pa je vodil druge boljševike k nasprotovanju temu, vendar brez uspeha. Med njima so bili tudi osebni spori; Stalin je užalil Krupsko s kričanjem nanjo med telefonskim pogovorom, kar je zelo razjezilo Lenina, ki je Stalinu poslal pismo, v katerem je izrazil svojo jezo.
Najpomembnejše politično razhajanje med njima je vznikniko med gruzijsko afero. Stalin je predlagal, naj Gruzijo in sosednje države, kot sta Azerbajdžan in Armenija, ki ju je zasedla Rdeča armada, prisilno sovjetizirajo in združijo v rusko državo, kljub nasprotovanju lokalnih vlad, ki jih je nastavila Sovjetska zveza. Lenin je to razumel kot izraz velikega ruskega narodnega šovinizma, ki so ga izkazovali Stalin in podporniki. Namesto tega je Lenin pozval, da se te države pridružijo Rusiji kot polsamostojni deli večje zveze, za katero je predlagal, da se imenuje Zveza sovjetskih republik Evrope in Azije. Stalin se je sprva nekoliko upiral predlogu, naposled pa ga je sprejel, toda ime zveze je z Leninovim soglasjem spremenil v Zvezo sovjetskih socialističnih republik (ZSSR). Lenin je Trockega poslal, da govori v njegovem imenu decembra v centralnem komiteju, kjer so načrte za Sovjetsko zvezo potrdili; te načrte so nato ratificirali 30. decembra na kongresu Sovjetov, kar je vodilo v oblikovanje Sovjetske zveze. Kljub slabemu zdravju je bil Lenin izvoljen za predsednika nove vlade Sovjetske zveze.

### Smrt in pogreb: 1923–1924
Marca 1923 je Lenin utrpel tretjo kap in izgubil zmožnost govora; istega meseca je doživel delno paralizo svoje desne strani in začel je izkazovati čutno afazijo. Maja je izgledalo, da počasi okreva in nekaj njegovih zmožnosti gibanja, govora in pisanja se mu je povrnilo. Oktobra je zadnjič obiskal Kremelj. V njegovih zadnjih tednih so Lenina obiskali Zinovjev, Kamenjev in Buharin; slednji ga je obiskal v njegovem dvorcu v Gorkem na dan njegove smrti. 21. januarja 1924 je Lenin padel v komo in pozneje tega dne umrl v starosti 53 let. Uradni vzrok njegove smrti je bila neozdravljiva žilna bolezen.
Sovjetska vlada je naslednji dan javno razglasila Leninovo smrt. 23. januarja so žalujoči iz komunistične partije, sindikatov in sovjetov obiskali njegov dom v Gorkemu, da bi pregledali njegovo truplo, ki so ga vodilni boljševiki nesli na ramenih v rdeči krsti. Ta je bila z vlakom prepeljana v Moskvo, kjer so jo odnesli v dom sindikatov. V naslednjih treh dneh je prišlo truplo pogledat okrog milijon žalujočih, ki so čakali v gneči več ur v hudem mrazu. 26. januarja se je sestal enajsti kongres sovjetov in izrekel sožalje; govore so imeli Kalinin, Zinovjev in Stalin. Trocki je bil odsoten; okreval je na Kavkazu, pozneje pa je trdil, da mu je Stalin poslal telegram z napačnim datumom načrtovanega pogreba, zaradi česar ni mogel priti pravočasno. Leninov pogreb je potekal naslednji dan, ko so njegovo truplo ob zvokih koračnic prenesli na Rdeči trg, kjer je zbrana množica poslušala vrsto govorov, preden je bilo truplo preneseno v grobnico namensko zgrajenega mavzoleja. Kljub zmrzali se je dogodka udeležilo na desettisoče ljudi.
Kljub nasprotovanju Krupske je bilo Leninovo truplo balzamirano za trajen ogled v mavzoleju na Rdečem trgu. Med tem procesom so bili odstranjeni Leninovi možgani; leta 1925 je bil ustanovljen institut za njihovo seciranje, ki je ugotovil, da je imel Lenin resno sklerozo. Julija 1929 se je politbiro strinjal z odločitvijo, da se začasni mavzolej zamenja s trajnim iz granita, ki je bil dokončan leta 1933. Leta 1940 in ponovno leta 1970 so zamenjali njegov sarkofag. V času druge svetovne vojne med letoma 1941 in 1945 so zaradi varnosti truplo začasno prenesli v Tjumen. Leta 2024 truplo ostaja na ogled javnosti v Leninovem mavzoleju na Rdečem trgu.

## Politična ideologija
Lenin je bil goreč marksist in je verjel, da je njegova interpretacija marksizma, ki jo je Martov leta 1904 prvi poimenoval leninizem edina avtentična in ortodoksna. Po njegovi marksistični perspektivi bo človeštvo na koncu doseglo čisti komunizem ter postalo egalitarna družba delavcev brez države in razredov, ki bodo svobodni izkoriščanja in odtujitve ter bodo sami nadzorovali svojo usodo in bodo živeli po pravilu »od vsakega po njegovih zmožnostih, vsakomur po njegovih potrebah«. Po Volkogonovu je Lenin »globoko in iskreno« verjel, da bo pot, na katero je usmeril Rusijo, na koncu vodila do vzpostavitve te komunistične družbe.
Leninova marksistična prepričanja so ga pripeljala do pogleda, da se družba ne more neposredno preobraziti iz svojega trenutnega stanja v komunizem, temveč mora najprej vstopiti v fazo socializma in tako je bila njegova glavna skrb, kako spremeniti Rusijo v socialistično družbo. Da bi to naredil, je verjel, da je nujna »diktatura proletariata«, ki bi zatrla buržoazijo in razvila socialistično gospodarstvo. Socializem je opredelil kot »red civiliziranih soupravljalcev, v katerem so proizvodna sredstva v družbeni lasti«, in verjel je, da mora biti ta gospodarski sistem razširjen, dokler ne bi ustvaril družbo izobilja. Da bi to dosegli, je bila njegova glavna skrb pripeljati rusko gospodarstvo pod državni nadzor, vsi državljani pa bi po njegovih besedah postali uslužbenci države. Leninova interpretacija socializma je bila centralizirana, načrtovana in državna s strogo nadzorovano proizvodnjo in distribucijo. Verjel je, da bi se vsi delavci v državi prostovoljno pridružili, da bi omogočili gospodarsko in politično centralizacijo države. Na ta način se njegovi pozivi k delavsko nadzorovanim sredstvom proizvodnje niso nanašali na neposredni nadzor podjetij s strani njihovih delavcev, vendar na delovanje vseh podjetij pod nadzorom delavske države. To je pripeljalo do tega, da so nekateri doživljali dve nasprotujoči si temi v Leninovi misli: ljudski delavski nadzor in centralizirani, hierarhični ter prisilni državni aparat.
Pred letom 1914 so bili Leninovi pogledi večinoma skladni s prevladujočo evropsko marksistično konvencionalnostjo. Čeprav je zasmehoval marksiste, ki so sprejemali ideje od sodobnih nemarksističnih filozofov in sociologov, so na njegove ideje vplivali ne le ruska marksistična teorija, vendar tudi širše ideje ruskega revolucionarnega gibanja, vključno s tistimi od Narodnikovih agrarnih socialistov. Sprejel je svoje ideje glede na spreminjajoče se okoliščine, vključno s pragmatično realnostjo vladanja Rusiji med vojno, lakoto in gospodarskim zlomom. Ko se je leninizem razvijal, je Lenin spremenil uveljavljeno marksistično ortodoksnost in vpeljal inovacije v marksistični misli.
V svojem teoretičnem pisanju, zlasti v Imperializmu, najvišjem stadiju kapitalizma, je Lenin diskutiral o tem, kar je smatral za razvoj kapitalizma po Marxovi smrti; po njegovem mnenju je kapitalizem dosegel novo stopnjo državnega monopolnega kapitalizma. Čeprav je v ruskem gospodarstvu prevladovalo kmetijstvo, je Lenin verjel, da prisotnost monopolnega kapitalizma v Rusiji pomeni, da je država dovolj razvita za premik k socializmu. Lenin je sprejel bolj absolutistično in doktrinalno perspektivo od drugih različic marksizma in jo je ločeval po čustveni intenzivnosti njenih osvoboditeljskih pogledov. Ta različica je izstopala tudi po poudarjanju vloge avantgarde, ki bi vodila proletariat v revolucijo, in povzdigovala vlogo nasilja kot revolucionarnega orodja.
Lenin je verjel, da predstavniška demokracija kapitalističnih držav daje iluzijo demokracije, medtem ko ohranja »diktaturo buržoazije«; opisal je sistem predstavniške demokracije v ZDA, ki ga je označil za »spektakularni nepomembni duel med dvema buržoaznima strankama«, od katerih sta obe vodili zviti multimilijonarji, ki izkoriščajo ameriški proletariat. Nasprotoval je liberalizmu in izražal antipatijo do svobode kot vrednote ter je verjel, da so svoboščine liberalizma prevarantske, saj ne osvobajajo delavcev od kapitalističnega izkoriščanja.
Lenin je razglasil, da je »sovjetska vlada več milijonkrat bolj demokratična od najbolj demokratične buržoazne republike«, saj je slednja preprosto »demokracija bogatih«. Diktaturo proletariata je imel za demokratično, saj je po njegovem vključevala predstavnike sovjetov, delavce, ki so volili lastne uradnike, in redno kroženje ter vključevanje vseh delavcev v državni upravi. Leninovo prepričanje, kako bi morala izgledati proletarska država, je kljub temu odstopala od marksističnega prevladujočega mnenja; evropski marksisti, kot na primer Kautsky, so si predstavljali demokratično izvoljeno parlamentarno vlado, v kateri bi imel proletariat večino, Lenin pa je pozival k močnemu, centraliziranemu državnemu aparatu, ki bi izključil vsakršen pridatek buržoazije.
Lenin je bil internacionalist in goreč privrženec svetovne revolucije ter je imel državne meje za preživet koncept, nacionalizem pa za moteči element razrednega boja. Bil je prepričan, da se bodo v socialistični družbi svetovni narodi nujno zlili v enega in pripeljali do ene svetovne vlade. Verjel je, da bi ta socialistična država morala biti centralizirana, unitarna, federalizem pa je imel za buržoazni koncept. V svojem pisanju je Lenin zagovarjal protiimperialistične ideje in trdil, da si vsi narodi zaslužijo »pravico do samoodločbe«. Podpiral je vojne za narodno osvoboditev in trdil, da so takšni spopadi nujni, da se manjšinska skupina odcepi od socialistične države, saj socialistične države niso »svete ali zavarovane pred napakam ali šibkostim«.
Pred prevzemom oblasti leta 1917 je Lenina skrbelo, da bi etnične in nacionalne manjšine sovjetsko vlado onesposobile s svojimi pozivi k neodvisnosti; po trditvah zgodovinarja Simona Sebaga Montefiora je Lenin tako spodbujal Stalina, naj razvije teorijo, ki ponuja idealno avtonomijo in pravico do odcepitve brez nujnosti, da se podeli katerakoli od njiju. Glede prevzema oblasti je Lenin pozval k razpustitvi vezi, ki so silile manjšinske etnične skupine, da ostajajo v Ruskem cesarstvu in se zavzemal za njihovo pravico k odcepitvi, vendar je pričakoval tudi takojšnjo ponovno pridružitev v duhu proletarskega internacionalizma. Da bi zagotovil to enotnost, je bil pripravljen uporabiti vojaško silo, kar je pripeljalo do vpadov v neodvisne države, ki so se oblikovale v Ukrajini, Gruziji, Poljski, Finski in v baltskih državah. Šele ko so spopadi s Finsko, baltskimi državami in Poljsko postali neuspešni, je Leninova vlada priznala njihovo neodvisnost.

## Osebno življenje in značilnosti
Lenin je sebe videl videl kot človeka usode in je trdno verjel v pravilnost svoje stvari in v svojo sposobnost biti revolucionarni vodja. Biograf Louis Fischer ga je opisal kot ljubitelja »radikalnih sprememb in maksimalnega preobrata«, človeka, za katerega ni bilo sredine. Pipes je poudaril Leninovo izjemno sposobnost za disciplinirano delo in predanost revolucionarni stvari ter njegovo veliko karizmo. Volkogonov je podobno verjel, da je imel Lenin »vpliv nad ljudmi zaradi moči njegove osebnosti«. Leninov prijatelj Gorki je po drugi strani pripomnil, da je imel Lenin »plešast, čokat in robusten« zunanji izgled ter je bil kot komunistični revolucionar »preveč običajen« in ni dajal »vtisa vodje«.
Zgodovinar in biograf Robert Service je trdil, da je bil Lenin intenzivno čustven mladenič, ki je izražal močno sovraštvo do carističnih oblasti. Po trditvah Servica je Lenin razvil čustveno navezanost na njegove ideološke junake, kot so bili Marx, Engels in Černiševski; imel je veliko njihovih portretov in se je v zasebnosti izražal, da je »zaljubljen« v Marxa in Engelsa.
Po trditvah Leninovega biografa Jamesa D. Whita je imel Lenin njihova dela za »svete spise«, »versko dogmo«, o kateri »naj ne bi dvomili, temveč bi vanjo verovali«. Po Volkogonovu je Lenin sprejel marksizem kot absolutno resnico in se temu primerno vedel kot verski fanatik. Bertrand Russel je podobno menil, da je Lenin izražal neomajno vero, religiozno vero v marksistični evangelij. Biograf Christopher Read je mnenja, da je bil Lenin sekularni ekvivalent teoretičnih voditeljev, ki so svojo zakonitost utemeljevali na resnici njihovih doktrin in ne na narodnih mandatih. Kljub temu je bil Lenin ateist in kritik religije ter je verjel, da je socializem neobhodno ateističen; tako je imel krščanski socializem za protislovje.
Service je trdil, da je bil Lenin »muhast in nestanoviten«, Pipes pa ga je opisal kot »popolnega ljudomznika«, kar je Reed zavrnil in poudaril številne priložnosti, v katerih je Lenin izkazal prijaznost, zlasti napram otrokom. Po trditvah več biografov je bil Lenin netoleranten do opozicije in je pogosto zavračal odkrita mnenja, ki so bila različna od njegovega. Lahko je bil »strupen v svojih kritikah drugih«, izkazoval je nagnjenje k zasmehovanju, smešenju in ad hominem napadih na tiste, ki se niso strinjali z njim. Dejstva, ki se niso skladala z njegovimi argumenti je ignoriral, kompromise je preziral, in zelo redko priznal lastne napake. Zavrnil je spremembe svojih mnenj, dokler jih ni zavrnil popolnoma, nakar je novi pogled tretiral, kot da je nespremenljiv. Lenin ni izkazoval nobenih znakov sadizma ali osebnih želja po nasilnih dejanj, toda podpiral je nasilna dejanja drugih in ni izkazoval nobenega obžalovanja za tiste, ki so bili ubiti za revolucionarno stvar. Prevzel je utilitarno stališče, po katerem rezultat vedno opravičuje sredstva; po trditvah Servica je bil Leninov »kriterij morale preprost: ali določeno dejanje podpira ali zavira revolucionarno stvar?«
Lenin se je narodnostno opredeljeval za Rusa. Service je Lenina opisoval kot »rahlo snobovskega v nacionalnih, socialnih in kulturnih terminih«. Boljševiški voditelj je verjel, da so druge evropske države, zlasti Nemčija, kulturno naprednejše od Rusije, ki jo je opisoval kot »eno najbolj nevednih, srednjeveških in sramotno zaostalih azijskih držav«. Motilo ga je to, kar je imel za pomanjkanje zavesti in discipline med ruskimi ljudmi, še iz svoje mladosti pa je imel željo, da bi Rusija postala kulturno bolj evropska in zahodna.
Kljub svoji revolucionarni politiki Leninu ni bilo všeč revolucionarno eksperimentiranje v literaturi in umetnosti in nasprotoval je ekspresionizmu, futurizmu in kubizmu, všeč pa mu je bil realizem in ruska klasična literatura. Lenin je imel konzervativno držo tudi na področju spolnosti in zakona. V času svojega odraslega življenja je bil v zvezi s Krupsko, prijateljico marksistko, s katero se je poročil. Lenin in Krupska sta obžalovala, da nista nikoli imela otrok in sta uživala v zabavanju otrok njunih prijateljev. Read je opazil, da je imel Lenin »zelo bližnje, tople in vseživljenjske odnose« s svojimi družinskimi člani; ni imel vseživljenjskih prijateljev in edino za Armanda piše, da je bil edini njegov bližnji, intimni zaupnik.
Poleg ruščine je Lenin govoril in bral francoščino, nemščino in angleščino. Skrbelo ga je za telesno kondicijo in redno je telovadil, rad je imel kolesarjenje, plavanje in lov, v švicarskih gorah pa je tudi razvil strast za gorsko pohodništvo. Rad je imel tudi hišne ljubljenčke, zlasti mačke. Izogibal se je luksuzu in je živel špartansko življenje, Pipes je opazil, da je bil Lenin izrazito skromen v svojih osebnih zadevah, kar je vodilo v »skromen, skoraj asketski življenjski slog«. Lenin je preziral nered in je želel, da je njegova pisalna miza vedno urejena, njegovi svinčniki ošiljeni in ko je delal, je zahteval popolno tišino. Po Fisherju je bila Leninova »nečimrnost minimalna« in zato mu ni bil všeč kult osebnosti, ki ga je sovjetska vlada začela graditi okrog njega; ne glede na to pa ga je sprejel zaradi koristi v poenotenju komunističnega gibanja.

## Politična represija in obsodbe
Številni zgodovinarji in biografi so Lenina ostro obsodili, njegovo vladanje pa so označili za totalitarno, ker je v času njegovega vladanja Sovjetska zveza postala policijska država. Mnogi so njegovo vladanje opisali tudi kot enostransko diktaturo. Več takšnih znanstvenikov je Lenina označilo za diktatorja; Ryan je izjavil, da Lenin ni bil diktator v smislu, da so bila vsa njegova priporočila sprejeta in izvedena, saj se mnogi njegovi kolegi niso strinjali z njim glede različnih vprašanj. Ryan tudi trdi, da je bilo za Lenina revolucionarno nasilje zgolj sredstvo za dosego cilja, namreč vzpostavitev socialističnega, navsezadnje komunističnega sveta. Pod Leninovim režimom je umrlo več kot 6 milijonov ljudi, od tega največ v ruski lakoti med rusko državljansko vojno, rdečem terorju, ki so ga izvajali boljševiki, tambovskem uporu in številnih množičnih pobojev. Lenin je bil ustanovitelj sovjetskega sistema koncentracijskih taborišč Gulag in je tudi spodbujal javne usmrtitve stavkajočih. Taborišča Gulag so imela zelo visoko stopnjo umrljivosti zaradi težkih življenjskih pogojev, za nameček pa so stražarji zapornike pogosto mučili in pobijali. Publicist Fischer je opozoril, da čeprav je bil Lenin diktator, ni bil takšen, kot je pozneje postal Josif Stalin. Volkogonov je verjel, da je Lenin vzpostavil diktaturo, kjer je imela partija ves nadzor nad narodom, medtem ko je Stalin vzpostal diktaturo, kjer je imel on sam ves nadzor nad narodom.  

## Pomen Lenina v 20. stoletju
Lenin je bil s strani mnogih zgodovinarjev in filozofov prepoznan kot eden najpomembnejših filozofov na svetu. S strani revije Time je bil prepoznan kot eden izmed 100 najpomembnejših ljudi 20. stoletja ter en izmed 25 najpomembnejših političnih ikon tistega časa. Po razpadu Sovjetske zveze leta 1991 se je Leninov ugled med postsovjetskimi generacijami znižal, še vedno pa ostaja pomembna zgodovinska figura sovjetske dobe.

## Leninovi spomeniki
V času Lenina in Sovjetski dobi je bilo postavljenih veliko spomenikov Leninu. Zaradi političnih nasprotnikov, ki so Lenina zelo sovražili, jih je bilo veliko odstranjenih, vendar jih nekaj še vedno stoji. V Rusiji je Liberalna demokratična stranka Rusije (LDPR) predlagala, da se iz mest odstranijo vsi spomeniki Lenina, saj je njegova nepriljubljenost močno narasla. Razlog so dragi stroški vzdrževanja ter strah pred vandalizmom. Ta predlog je doživel veliko nasprotovanje s strani Komunistične partije Ruske federacije, ki se je v postsovjetski Rusiji sprijaznila z vlogo večne opozicije.
Veliko trgov in mest je dobilo ime po Leninu. Mesto Sankt Petersburg, kjer sta se začeli februarska in oktobrska revolucija, se je leta 1924 štiri dni po Leninovi smrti preimenovalo v Leningrad. Enako se je zgodilo z mestom Uljanovsk (poimenovano po Leninovem rojstnem imenu). Po referendumu leta 1991 so Leningrad preimenovali nazaj v Sankt Petersburg, toda širši okraj Leningrajska oblast je ohranil ime. V vesolju je bil po njem poimenovan leta 1916 odkrit asteroid 852 Wladilena.
- Največji spomenik in kip na svetu posvečen Leninu je bil postavljen v mestu Ulan-Ude, v Vzhodni Sibiriji. Ohranil se je vse do danes.
- Do leta 1992 je na Leninovem trgu (Leninplatz; danes trg Združenih narodov, Platz der Vereinten Nationen) v Vzhodem Berlinu stal Leninov kip, danes namesto njega stoji vodomet.

## Leninov vpliv v Sloveniji
Leninova ideja o komunizmu je močno vplivala na Slovenijo v času Kraljevine Jugoslavije. Komunistična partija v Jugoslaviji je sledila Leninovemu oziroma sovjetskemu zgledu. Zelo podoben je tudi odnos komunistične partije v Jugoslaviji in pa Lenina do Stalina. Podobno kot Rusija, ki je podporo iskala pri neruskih narodih in si je s pomočjo rusifikacije izsilila vodilni položaj, je tudi Komunistična partija v Jugoslaviji na podoben način držala svojo enotnost. V povojni Jugoslaviji se je Komunistična partija po razkolu z Informbirojem naslavljala kot prava naslednica marksizma in leninizma.

## Dela
Lenin je bil eden najpomembnejših politični teoretikov in filozofov, ki je v svojih delih opisal različne vidike izvajanja proletariatskih revolucij. Pisal je pamflete, članke in knjige, dokler mu tega ni preprečila bolezen.
Seznam nekaterih del prevedenih v slovenščino:
- Kdo so "prijatelji ljudstva" in kako se borijo zoper socialne demokrate? Arhivirano 2015-06-12 na Wayback Machine. (Что такое «друзья народа« и как они воюют против социал-демократов?) (1894)
- Razvoj kapitalizma v Rusiji Arhivirano 2015-06-12 na Wayback Machine. (Развитие капитализма в России) (1899)
- O agrarnem in kmečkem vprašanju Arhivirano 2015-06-12 na Wayback Machine. (Новая аграрная политика) (1901-1916)
- Kaj storiti?: pereča vprašanja našega gibanja Arhivirano 2015-06-12 na Wayback Machine. (Что делать?) (1902)
- Siromašnemu prebivalstvu na vasi: pojasnilo kmetom, kaj hočejo socialni demokrati Arhivirano 2015-06-12 na Wayback Machine. (1905)
- Imperializem in pravica narodov do samoodločbe Arhivirano 2015-06-12 na Wayback Machine. (К вопросу о национальностях или об «автономизации») (1906)
- Partizanska vojna Arhivirano 2015-06-12 na Wayback Machine. (партизанская война) (1906)
- O nekaterih posebnostih v zgodovinskem razvoju marksizma Arhivirano 2015-06-12 na Wayback Machine. (1910)
- Pisma Gorkemu Arhivirano 2015-06-12 na Wayback Machine. (письмо А. М. Горькому) (1912)
- O marksizmu in filozofiji: trije izvori in trije sestavni deli marksizma Arhivirano 2015-06-12 na Wayback Machine. (Три источника и три составные части марксизма) (1913)
- Država in revolucija: marksistični nauk o državi in naloge proletariata v revoluciji Arhivirano 2015-06-12 na Wayback Machine. (Государство и революция) (1917)
- Karl Marx Arhivirano 2015-06-12 na Wayback Machine. (Карл Маркс (Краткий биографический очерк с изложением марксизма)) (1914)
- Imperializem kot najvišji stadij kapitalizma Arhivirano 2015-06-12 na Wayback Machine. (Империализм, как высшая стадия капитализма) (1917)
- Tretja internacionala in njeno mesto v zgodovini Arhivirano 2015-06-12 na Wayback Machine. (Третий Интернационал и его место в истории) (1919)
- "Levičarstvo" otroška bolezen komunizma Arhivirano 2015-06-12 na Wayback Machine. (Детская болезнь «левизны» в коммунизме) (1920)
- O zadružništvu. Poročilo o delu na vasi Arhivirano 2015-06-12 na Wayback Machine. (1920)
- O vlogi in nalogah sindikatov v pogojih Nove ekonomske politike Arhivirano 2015-06-12 na Wayback Machine. (1921)
- O živilskem davku. Pomen nove politike in njeni pogoji Arhivirano 2015-06-12 na Wayback Machine. (1921)
- Proletarska revolucija in renegat Kautsky Arhivirano 2015-06-12 na Wayback Machine. (Пролетарская революция и ренегат Каутский) (1918)

Pomembno delo, ki ni bilo prevedeno v slovenščino:
- Korak naprej, dva koraka nazaj (Шаг вперед, два шага назад) (1904)[516]